# Real Fábrica de Artillería de La Cavada

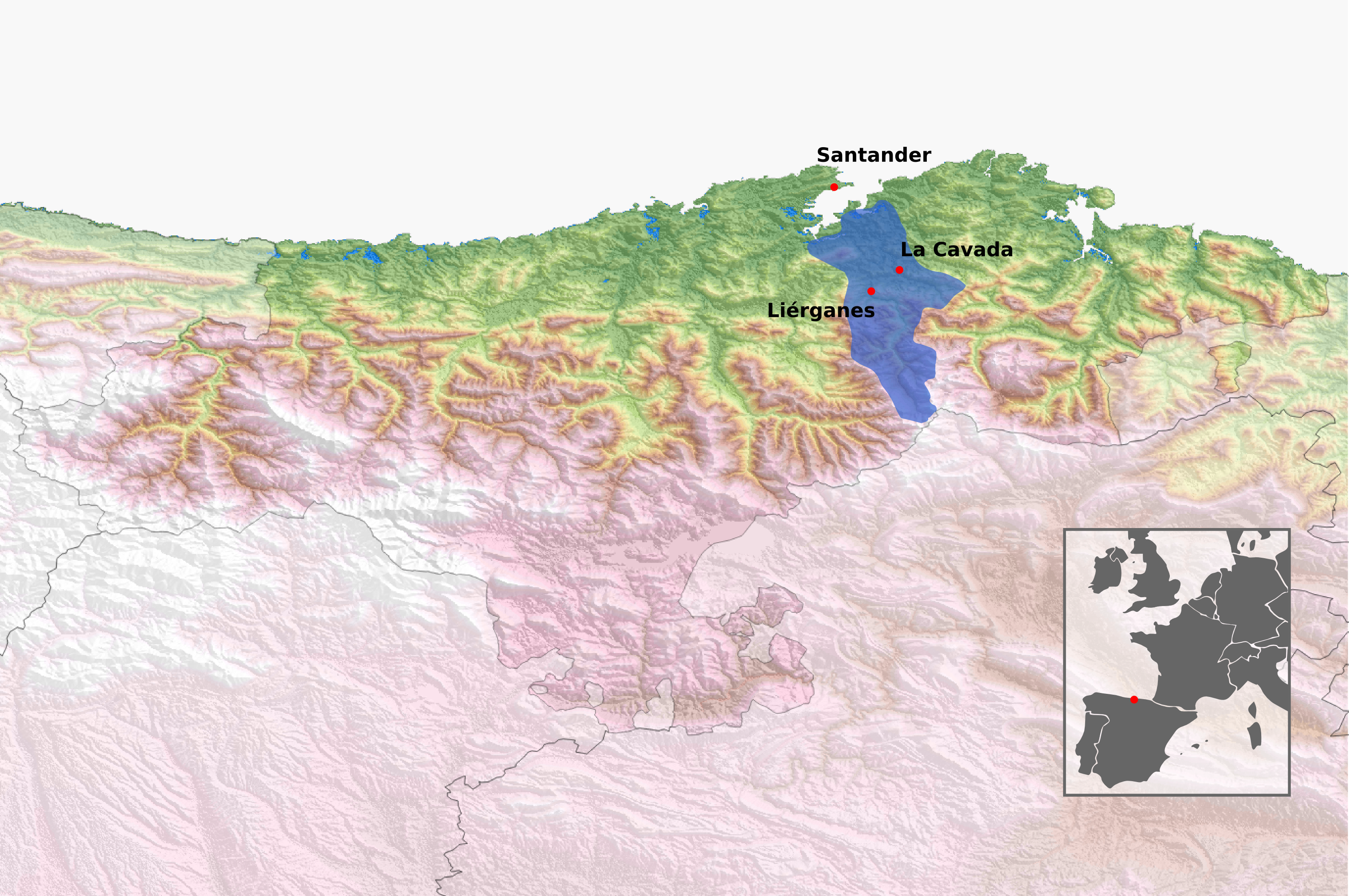
Localización de las Reales Fábricas de Artillería de Liérganes y La Cavada. La franja azul muestra el valle del río Miera, de especial importancia para el desarrollo de la actividad en las dos instalaciones

Se conoce por Real Fábrica de Artillería de La Cavada a unas importantes instalaciones fabriles y mineras, cuyos altos hornos estuvieron situados en las poblaciones próximas de Liérganes y La Cavada, en los municipios de Liérganes y Riotuerto, en Cantabria (España). Fue la primera siderurgia e industria armamentística del país y produjo durante más de dos siglos, entre 1622 y 1835, elementos de artillería y munición de hierro destinados a la defensa del Imperio español y a garantizar su dominio de los mares.
El desarrollo de la artillería en el siglo XV y su eficacia en los campos de batalla europeos propició una revolución tecnológica y una carrera armamentística de las potencias continentales. A partir de finales del siglo XVI y a medida que más estancado se mostraba el combate terrestre, más se esforzaban las principales potencias en buscar la determinación mediante la fuerza naval y el perfeccionamiento de sus técnicas militares. Es en este periodo cuando surgen las primeras flotas de guerra nacionales capaces de prolongar el conflicto a gran distancia de la metrópoli. En los siglos sucesivos quedaría bien patente que aquellas naciones que no pudieran abastecerse de miles de cañones para artillar sus barcos se verían relegadas de las principales rutas comerciales marítimas, dejando el protagonismo en el dominio de los océanos, nuevo escenario principal de confrontación, a otros países.
España no fue ajena a este cambio estratégico en el escenario bélico mundial y a los nuevos modelos de hacer la guerra. En el centro de la revolución militar marina estaba la artillería, el cañón, que permitió la expansión militar europea por todo el mundo conocido. La creación de flotas armadas que protegiesen las rutas comerciales marítimas requirió el cambio de producción de las ferrerías y el forjado de los caros cañones de bronce al moldeado de los más modernos cañones de hierro colado. Ello supuso una revolución industrial debido al uso de nuevas técnicas de fundición. La apremiante necesidad de artillería al servicio de unas políticas que fomentaban los conflictos y las guerras continuas obligó a dar respuesta mediante un sistema de producción autárquico. La Real Fábrica  llegó a producir unos 26.000 cañones, con años de producción de hasta mil cañones con destino a la marina y al ejército.  Un sistema basado en la construcción de plantas industriales en el propio territorio capaces de satisfacer las necesidades de material bélico del país sin recurrir a operaciones de diplomacia secreta y comercio no manifiesto que pudiesen provocar caer en la órbita política de la potencia suministradora. Esta política fue común a la mayoría de las potencias europeas en mayor o menor medida.
La puesta en funcionamiento de estos centros de producción al abrigo de políticas mercantilistas, con la creación de Manufacturas Reales para la fabricación de bienes considerados estratégicos por los gobiernos, requerían un gran volumen de capital especialmente si se trataba de la producción de piezas de gran tamaño. Se necesitaban unas importantes instalaciones para albergar altos hornos de gran capacidad con unas condiciones geográficas particulares donde asentarse y mano de obra muy cualificada. Estas condiciones no eran fáciles de reunir en la Europa del siglo XVI y buena prueba de ello fueron las tentativas fallidas que se dieron en España y en sus territorios de ultramar de instalar fundiciones similares.
Actualmente, existen numerosos restos del conjunto de instalaciones y factorías que llegaron a formar la Real Fábrica de Artillería en las localidades de Liérganes, La Cavada y en la ría de Tijero, pero únicamente el conjunto histórico del Real Sitio de La Cavada está declarado Bien de Interés Cultural.

## Historia de las fábricas

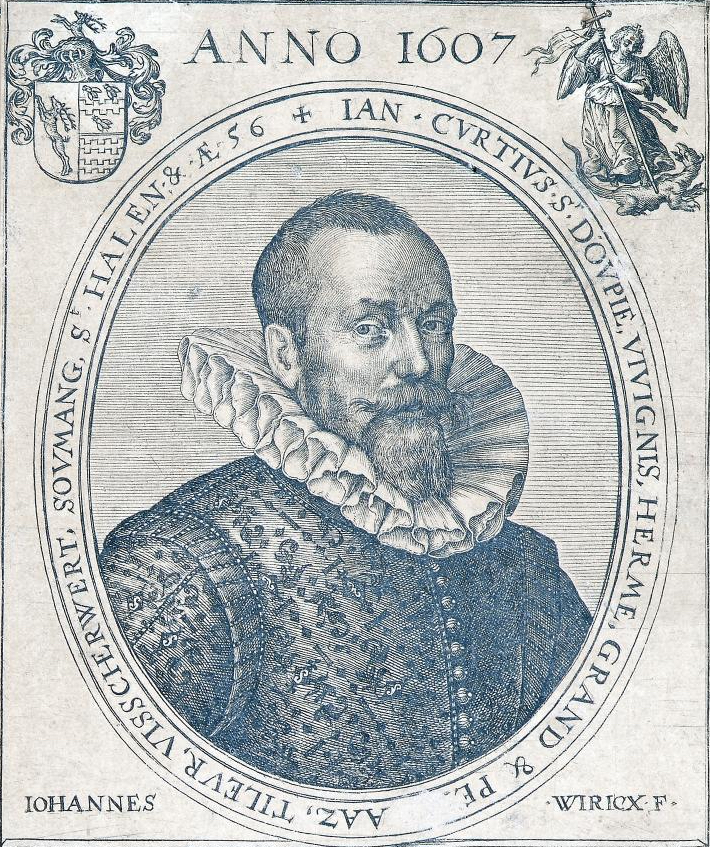
Retrato de Curtius

### Primeros intentos
A principios del siglo XVII la escasez de artillería era tal en los ejércitos reales que la Junta de Fábricas de Navíos elevó a Felipe III una angustiosa consulta por la que se decidió hacer venir de Flandes fundidores de hierro para establecerse en Vizcaya, Guipúzcoa o «Las Montañas». En el año 1602 el embajador Baltasar de Zúñiga fue comisionado para la búsqueda de los fundidores, poniéndose este en relación con Jean Curtius, hombre de gran prestigio entre los industriales, poseedor de una gran fortuna y que habitaba la Maison Curtius (hoy Museo Arqueológico de Lieja).
La intervención del empresario propició la contratación de dos casas de fundición en hierro. Pero al llegar a Vizcaya encontraron tales dificultades para su implantación por parte del Señorío, que siempre vio con recelo la intromisión de la Real Hacienda en el beneficio y laboreo de sus riquísimos veneros de hierro y de la competencia que el nuevo método siderúrgico pudiera ocasionar a sus instalaciones tradicionales, que regresaron a Flandes en septiembre de 1603 indemnizados con 16 000 florines.

### Los inicios
Enterado Curtius de este fracaso y entendiendo que la empresa era de brillantes posibilidades, se ofreció él mismo a implantar su fabricación trayendo a su costa la mano de obra necesaria.
En cuanto conoció la decisión del Consejo de Estado por la que se le autorizaba a llevar a cabo tal empresa, se trasladó a España con el fin de reconocer los territorios del norte en busca del lugar más adecuado para su propósito, decidiéndose por la localidad de Liérganes ya que el encajonado río Miera, de curso más caudaloso y regular que el de hoy en día, se prestaba para obtener la energía necesaria. Además el lugar era idóneo porque estaba rodeado de extensos y frondosos bosques, en sus proximidades se descubrieron las minas de hierro de los montes Montecillo y Vizmaya, y porque al ser una comarca empobrecida la mano de obra auxiliar sería abundante y barata.
En un principio, a partir de 1616, Curtius aprovechó la Ferrería de La Vega sobre el río Miera y empezó la búsqueda de canteras, pruebas de carbón, ensayos de fundición y la construcción de las fraguas, hornos, carboneras y muros exteriores del complejo fabril de Liérganes, cuyo coste le supuso la elevada suma de 10 000 ducados.
Para su trabajo se trajeron de Flandes numerosos oficiales fundidores. La localización de la fundición respondía a criterios de aprovisionamiento de materia prima en los bosques cercanos, a priori inagotables, el caudal abundante y regular del encajado río Miera durante seis a ocho meses al año (diferente al de la actualidad y en su mayor parte modificado por la propia actividad de deforestación de las fábricas en los montes de la cabecera del valle del Miera), la existencia de canteras cercanas de piedra refractaria, arenas y arcillas para los moldes, las cercanas salidas de los productos a los astilleros de Guarnizo y el puerto de Santander en el mar Cantábrico y la proximidad a minas de hierro, canteras y tierras de arena y barro, así como la abundante mano de obra. Desde el inicio de la actividad, las fábricas de Liérganes y La Cavada llevaban seis tipos de clientelas principales para su producción militar: la marina de guerra española, el ejército, las fortalezas en plazas peninsulares y de ultramar, los armadores de la marina mercante y de corso y las exportaciones a otros países, siempre que estos no fueran «infieles ni a otro ningún enemigo de la Corona, sino a amigos y confederados de ella, prefiriendo siempre amigos, vasallos y súbditos fieles».
En 1618 se contrató la construcción de dos altos hornos de tipo valón llamados San Francisco y Santo Domingo. 
Estos hornos eran «moles inmensas de cantería a modo de pirámide cuadrangular truncada». Sus calderas medían 6,30 metros de alto más 11 metros de foso.

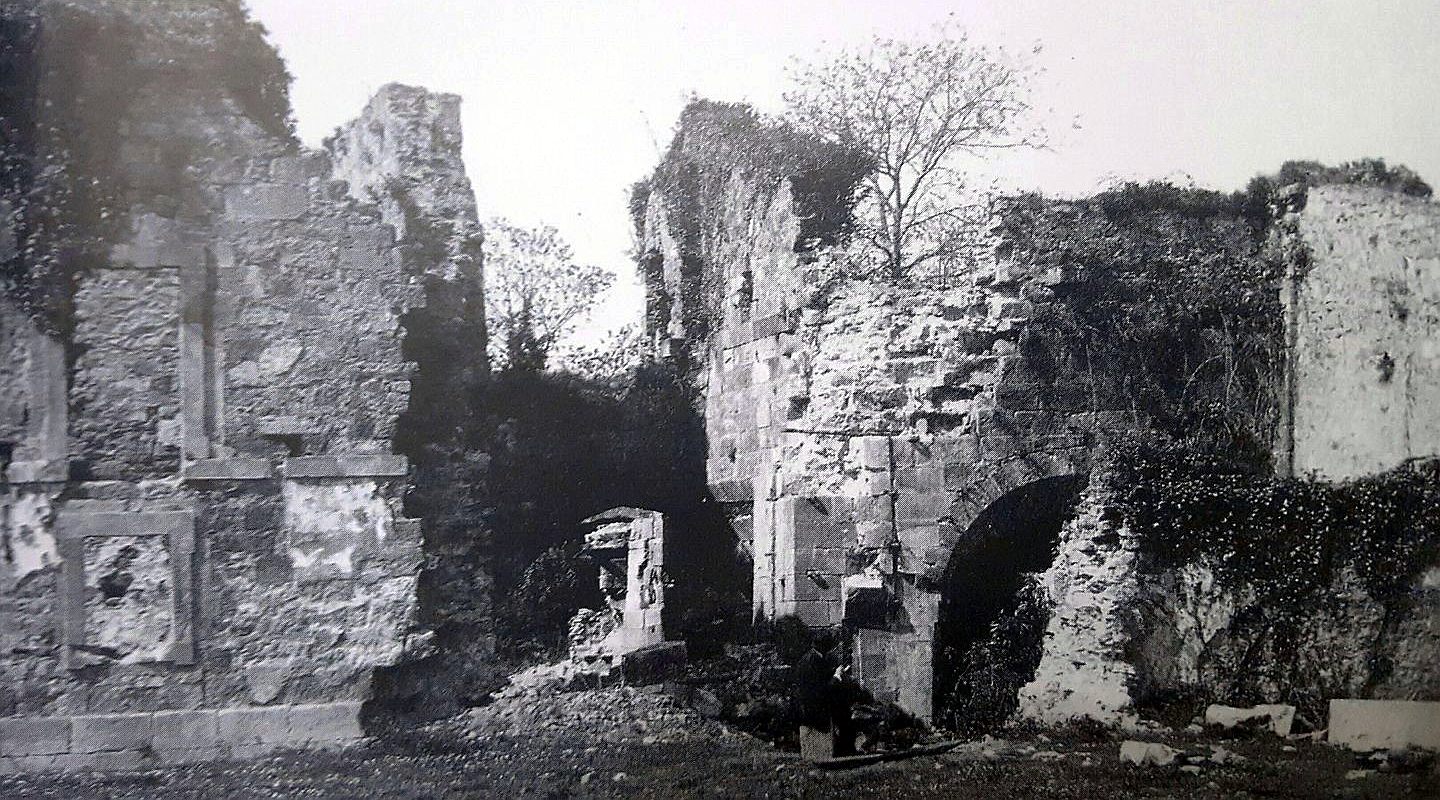
Ruinas del alto horno de Santa Teresa a finales del. El método de fundición utilizado era a la valona, que consistía en hacer arrabio en los altos hornos para luego refinarlo en una forja fina. Actualmente no existe vestigio alguno de estos hornos, cuya cantería fue reaprovechada para la construcción de edificios tras el cierre de la fábrica

Ese mismo año empezaron las pruebas con la llegada de cuarenta oficiales fundidores traídos de Flandes junto con sus familias. El coste de todos estos trabajos y el mantenimiento de los flamencos ascendía a 100 000 ducados y Curtius apremiaba la confirmación del Consejo de Estado para que le confirmasen los privilegios de fabricación de artillería de hierro, municiones y otras manufacturas. Finalmente el 9 de julio de 1622 una real cédula aprueba un generoso contrato que garantizaba a Curtius el monopolio de la fabricación de numerosos productos. Pero su titánica lucha por montar su empresa, el retraso de los pedidos y la delicada situación de sus empresas en Flandes llevó a Curtius a la ruina y en 1628 se vio obligado a ceder sus derechos a un consorcio integrado por el contador Salcedo Aranguren; Jean de Croÿ, conde de Solre y hombre de diplomacia de Felipe IV; Charles Baudequin, gentilhombre belga; y Georges de Bande, un luxemburgués este último muy inteligente y hábil en los negocios. El nuevo grupo consigue un pedido para la artillería española de 200 cañones entregando en julio de 1630 las primeras 25 piezas.
A la muerte de un Curtius casi arruinado, De Bande desplazó a sus socios y se hizo con la dirección de la empresa, decidiendo en 1634 la construcción de un nuevo ingenio en la población de La Cavada.

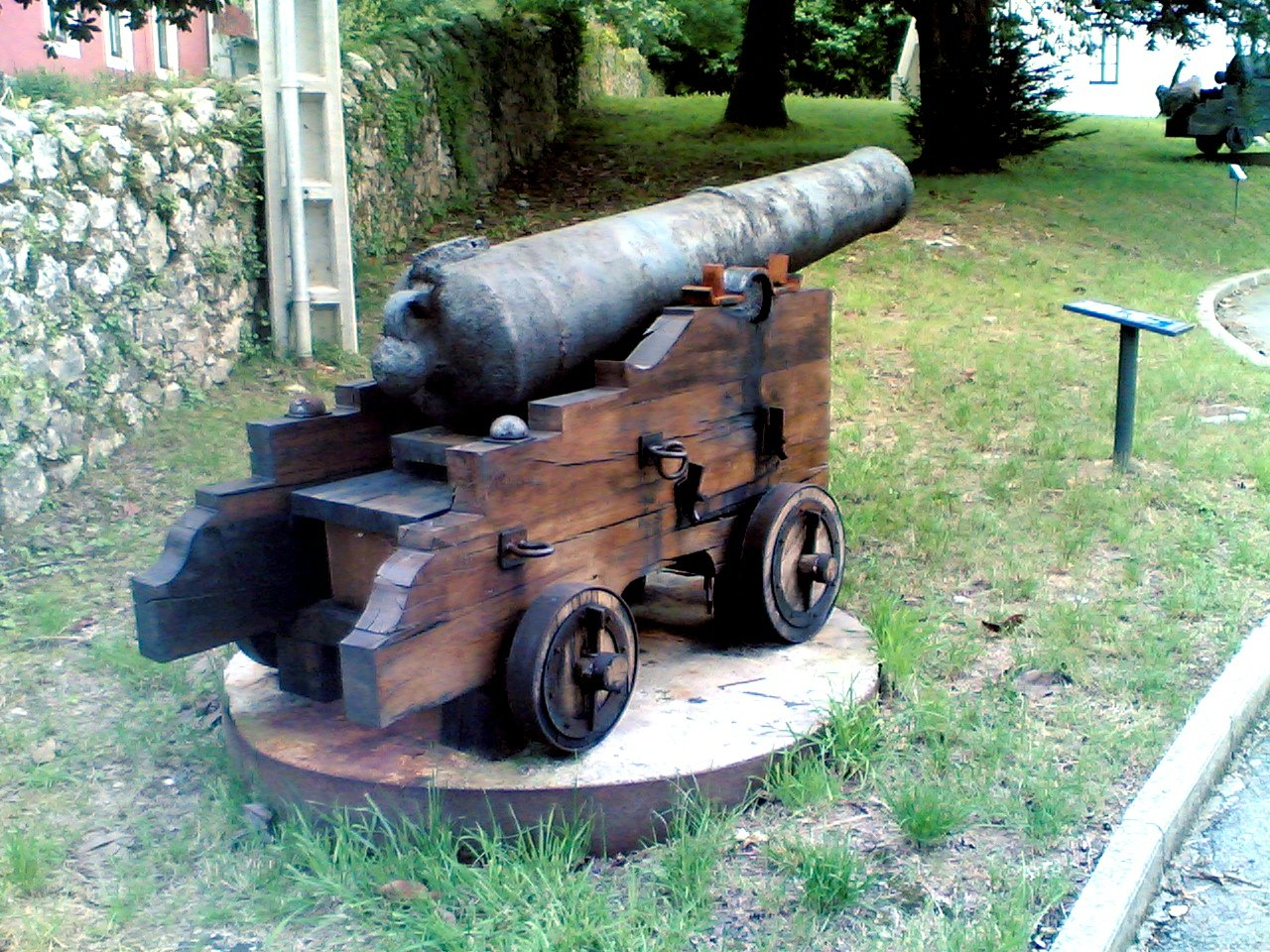
Los cañones fundidos en La Cavada, como el de la imagen del calibre 18, eran más ligeros y de mayor calidad que los del resto de países. Esto se consiguió debido a la investigación en nuevas tecnologías de fundición. La preponderancia política, militar y económica de España no hubiesen sido posibles sin un dominio del campo tecnológico.

Bande mejoró la producción, mezclando el mineral montañés con el de Somorrostro (tras obtener autorización del Señoría de Vizcaya). Este sería sin duda su mayor logro al conseguir con ello un avance militar notable conocido como las piezas aligeradas. Con la ayuda de Julio César Firrufino, un experto polifacético de la época, Bande desarrolló cañones de hierro un 30% más ligeros que los convencionales, manteniendo su calidad y rendimiento. Esta innovación se logró mediante la modificación de la composición de las vetas de mineral de hierro utilizadas en la fundición. Este avance posicionó a España como líder en la tecnología de fundición de hierro en tan solo 10 años, beneficiando no solo a su Marina, que requería de cañones más livianos, sino también contribuyendo al avance tecnológico de la artillería a nivel mundial.

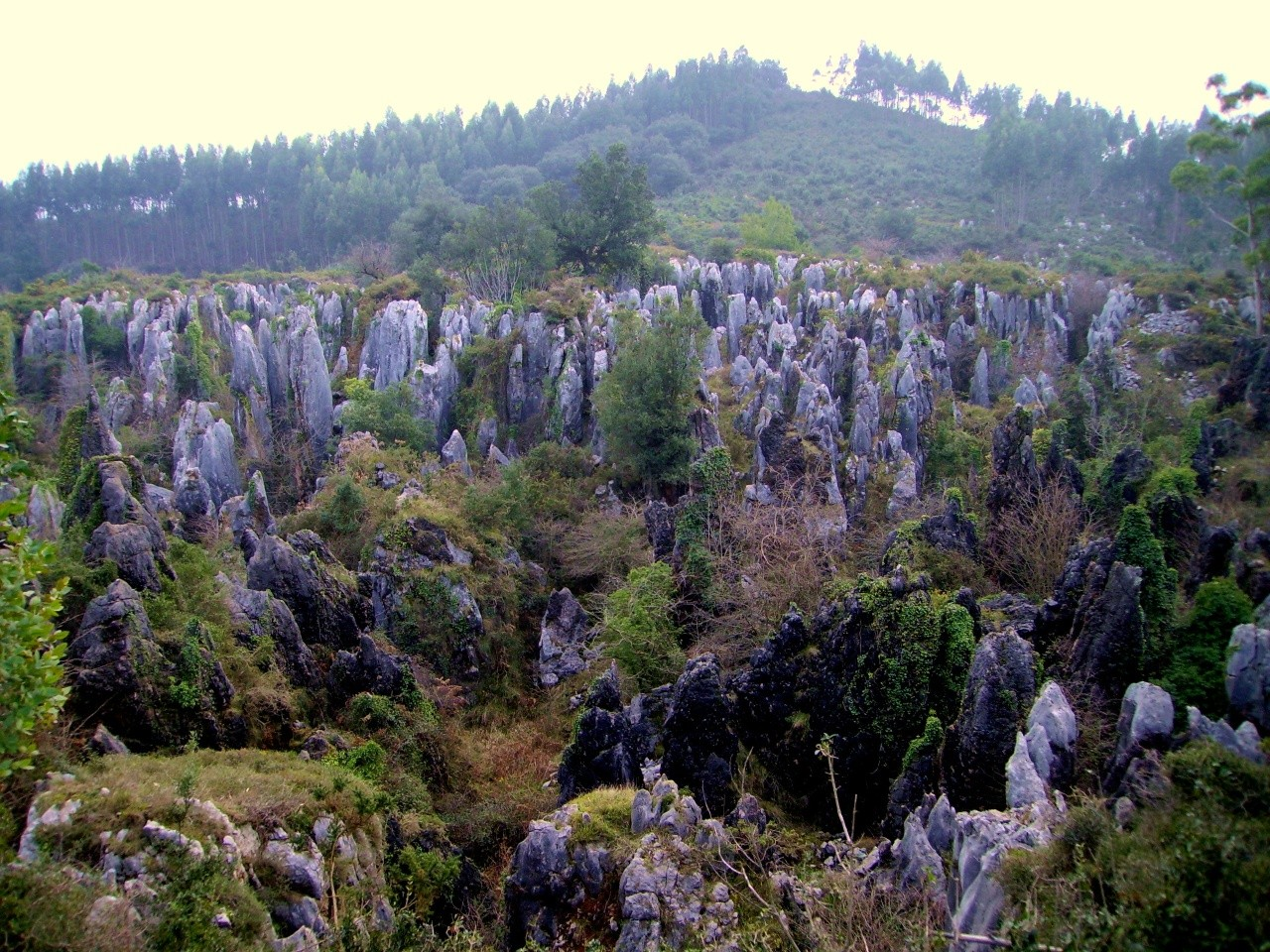
El mineral de hierro para abastecer las fábricas de cañones provenía de las minas de Heras, Somorrostro y Monte Vizmaya. En la imagen, la antigua explotación minera al aire libre en el Monte Vizmaya (Entrambasaguas). La excavación y extracción de los nódulos de óxido de hierro ha permitido dejar al descubierto interesantes formas kársticas en la roca caliza

Con los nuevos cañones, el aumento de la demanda supuso además la puesta en marcha en 1636 de un proyecto mayor: la instalación de una nueva fábrica llamada Santa Bárbara en el paraje de La Cavada (configurando lo que hoy es la localidad), en el Concejo de Riotuerto. El lugar se situaba más próximo a por donde llegaba la vena vizcaína y también a donde se almacenaba la artillería producida, que por entonces era el castillo de San Felipe, en Santander.
En este lugar, a cinco kilómetros de Liérganes, es donde se construyeron entre 1635 y 1637 dos altos hornos (de los cuatro que llegó a tener) llamados San José y Santa Teresa, acompañados de otras innovaciones tecnológicas en años posteriores. A partir de esta época, la Fábrica de Artillería de La Cavada será la denominación de todas las instalaciones asociadas al complejo (Liérganes, Valdelazón, Tijero, y demás minas y montes). Con De Bande en la dirección también se construyó una capilla y el muelle de Tijero, donde se daba salida a las piezas de artillería para ser almacenadas en el citado castillo de San Felipe. La nueva factoría quedó terminada en 1637 con un costo de 24 000 ducados.
Las fábricas alcanzaron entre 1635 y 1640 una alta producción del orden de seis por uno, fruto de la demanda de armamento de la monarquía con el fin de mantener a la España de Felipe IV como gran potencia europea y poder controlar las rutas marítimas hacia Flandes. Se fundieron en este periodo un total de 939 cañones de calibres superiores, 195 000 balas, 4010 bombas y unas 8500 granadas. Es durante este periodo, en 1635, cuando se levantaron dos nuevos altos hornos también tipo valón de dimensiones gigantescas para la época: 12 metros de alto en piedra de cantería, de los cuales 7,30 metros corresponderían a la caldera. Los hornos, bautizados como San José y Santa Teresa, serán los mayores del mundo en aquel momento teniendo en cuenta que el de Sharpley Pool, en Inglaterra, que medía 30 centímetros más se levantó en 1652.
La derrota naval de las Dunas y los alzamientos de Cataluña y Portugal significaron un debilitamiento de la demanda de cañones para la Armada. La sobreproducción de la fábrica cambió los esfuerzos de fabricación, que se dedicaron a las municiones y la pólvora frente a la artillería. La conveniencia de instalar otra fábrica cerca del Rosellón, teatro de operaciones francoespañol, hizo a Georges De Bande levantar otras instalaciones en el Señorío de Molina. Lo próspera de su industria le permitió hacer fortuna y aumentar su prestigio en un lugar como el montañés tan sensible por entonces a títulos y preeminencias, comprando el privilegio de hidalguía, el título de señor de Villasana de Mena y ser nombrado tesorero de millones de Laredo.

### Dos direcciones

El proceso de fundición de los cañones de hierro, continuado desde mayo hasta octubre, se realizaba de la siguiente forma. Desde la parte superior de los altos hornos, que se encontraban al mismo nivel que la carbonera, se iba cargando la cápsula. Primero sólo con carbón vegetal, para después de trascurridos varios días y una vez alcanzada la temperatura deseada, añadir alternativamente capas de carbón y mineral de hierro (A). El carbono del carbón vegetal arrebataba el oxígeno al mineral de hierro, el cual se iba depositando en el fondo de la caldera al tener una mayor densidad. En la parte inferior del horno existían unas toberas por donde se forzaba la entrada de aire mediante unos grandes fuelles accionados por mecanismos hidráulicos (B). El aire insuflado favorecía la oxigenación y con ello la combustión. En el crisol del horno se encontraba un orificio por el que fluía el arrabio cuando se sangraba el alto horno y se dirigía al foso en el que se hallaba enterrado el molde del cañón (C). Encima de esta abertura, pero debajo de las toberas, había otra boca por donde salía la escoria, de menor densidad que el hierro (D)

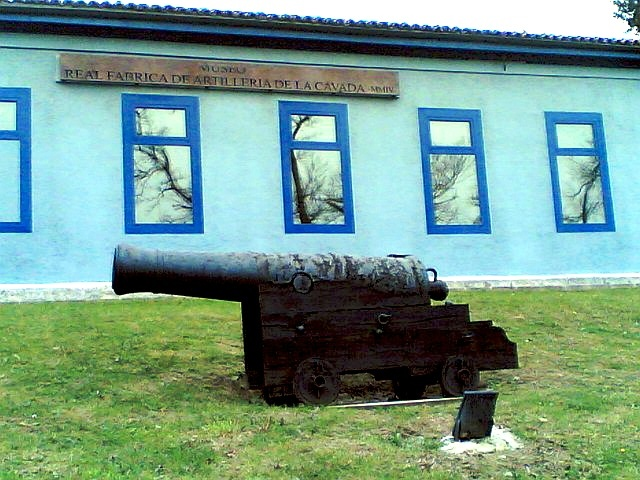
Un cañón de avancarga del calibre 48 recuperado para el Museo de la Real Fábrica de Artillería de La Cavada. La Armada Real prefería los cañones de mayor calibre pues los barcos españoles practicaban la denominada guerra a la española, acercándose al enemigo y usando cañones de alto calibre aunque de menor alcance ya que producían efectos más contundentes. En cambio otras marinas europeas, como la Marina Real Británica, preferían utilizar la artillería para hundir a distancia a los buques enemigos, por lo que solían utilizar cañones de menor calibre y mayor alcance, pero menos efectivos.

A la muerte de Bande en 1643, ya enriquecido enormemente, su mujer Mariana de Brito dirigió la fundición operada por los técnicos flamencos (cerca de setenta familias se asentaron en la zona) alcanzando altos rendimientos. La considerable fortuna de Jorge de Bande suscitó recelos y envidias que originaron una intervención del estado. El historiador José Alcalá-Zamora cuenta como su importante fortuna fue tema de conversación en la alta burocracia del Estado que tras averiguaciones reclamó a la viuda de Bande unos fuertes intereses por una supuesta falta de incumplimiento en la entrega de unas piezas de artillería para Flandes en 1631 y cómo fueron intervenidos los bienes del luxemburgués. Mariana de Brito pudo retener la factoría de La Cavada recomprándosela en subasta al Estado con bienes de sus hijos tras su apropiación.
Mariana y sus hijos habitarían en la casa solar de Olivares de Riotuerto, «casas estas muy principales» llamadas de La Cavada, con su iglesia adosada de la advocación de Santa Bárbara, en los meses de mayor actividad industrial (de noviembre a abril, en el que el caudal del río Miera podía mover mejor los ingenios). En los restantes residirían en sus casas de la villa de Santander.
El estancamiento de la producción de la fábrica a partir de este periodo fue patente, provocado por la conclusión de las políticas guerreras de la monarquía española y la reducción de márgenes de beneficio impuesto por el estado. El difícil mantenimiento de los nuevos precios por parte de Mariana de Brito y la inminente caducidad del asiento de la fábrica hizo que se incorporara Diego de Noja y Castillo como asentista de la fábrica de Liérganes y doña Mariana a la de La Cavada.
La situación de escasa demanda estatal fue ligeramente atenuada por la compra de piezas por Países Bajos, enfrentada a Inglaterra, y por medios particulares. Sin embargo, se sufrieron frecuentes crisis y paros en la producción que no serían superados hasta 1716.
En 1661 se incorporan a la dirección de la fábrica los hijos de Mariana de Brito (fallecida en 1673): Juan y José de Olivares, quedando finalmente Juan a cargo de la fábrica de La Cavada y José con la de Corduente. Al fallecimiento de Diego de Noja, su nieto Pedro de Helguera Alvarado ocupó su puesto. De esta forma, las familias Noja y Olivares fueron dirigiendo las fábricas de Liérganes y La Cavada, respectivamente, haciendo cada una la mitad de las entregas oficiales, aunque en la realidad fue la de Liérganes algo superior. La innovación tecnológica en este periodo vino de la mano de la munición terrestre: morteros y bombas fueron de interés para la guerra y el asedio. Y todo ello hasta 1715.

### El periodo expansivo
De 1716 a 1800 vino la gran época de las fábricas, asentada en la importante expansión de las rutas del Atlántico y el mayor crecimiento de la Armada española por la protección de los barcos que hacían las rutas por las Indias. De 1716 a 1800 se construyeron en España, no sin problemas, un total de 103 navíos de línea con más de 6900 cañones. En 1773 la Armada española disponía de 60 navíos con más de 6000 piezas de artillería. No obstante, se perdieron 49 buques entre 1761 y 1805, sobre todo por combates navales. Esta época fue el gran despegue de los cañones de hierro colado y supuso un renombrado prestigio para las piezas hechas en las fábricas de Liérganes y La Cavada por su ligereza y seguridad. Era de sobra conocida en el mundo la calidad de estos cañones, que a pesar de disponer de poco ornato, tenían una gran virtud: no solían reventar aunque se sometieran a un prolongado fuego y «avisaban» antes con la aparición de grietas o pedazos expulsados, a diferencia de otros cañones que reventaban de improviso con el peligro que suponía para la dotación a su cargo. A este respecto, el marqués de la Ensenada escribiría el 26 de junio de 1748:

Las fábricas de hierro de La Cavada y Liérganes en La Montaña eran las más celebradas de Europa, porque la materia de las de Francia, Holanda, Inglaterra y Alemania es muy vidriosa, no resiste tanto el cañón y revienta en pedazos, y la de acá no se distingue del bronce más que en no ser de tanta duración, porque por lo demás tiene la misma suavidad y blandura
Zenón de Somodevilla y Bengoechea, marqués de la Ensenada

Las dos factorías de Liérganes y La Cavada son regidas en esta época por el nieto de Mariana de Brito, Nicolás Xavier de Olivares, que alcanzó los niveles de producción de la época de Jorge de Blande. Es en este tiempo cuando en las fábricas se realizan además las cañerías de las fuentes de Aranjuez y San Ildefonso, importantes por el volumen de fundición. En 1738 el hijo de Nicolás Xavier, Joaquín, se hizo cargo del asiento de los Altos Hornos y alcanza en 1742 el título de marqués de Villacastel. En esta época fueron asignados privilegios y prerrogativas a los asentistas y operarios de las fábricas, algo que no gustó a los habitantes de las localidades y que fue origen de problemas de convivencia.
Se inaugura un nuevo horno y un reverbero con el que se alcanzan los máximos volúmenes de producción de la historia de las fábricas (1756-59) con 800 piezas de artillería y obra civil y 400 000 piezas de munición.
En 1759 muere Joaquín, y las fábricas de Liérganes y La Cavada las posee su hija María Teresa del Pilar, que se casaría con el conde de Murillo.

### La nacionalización de las instalaciones

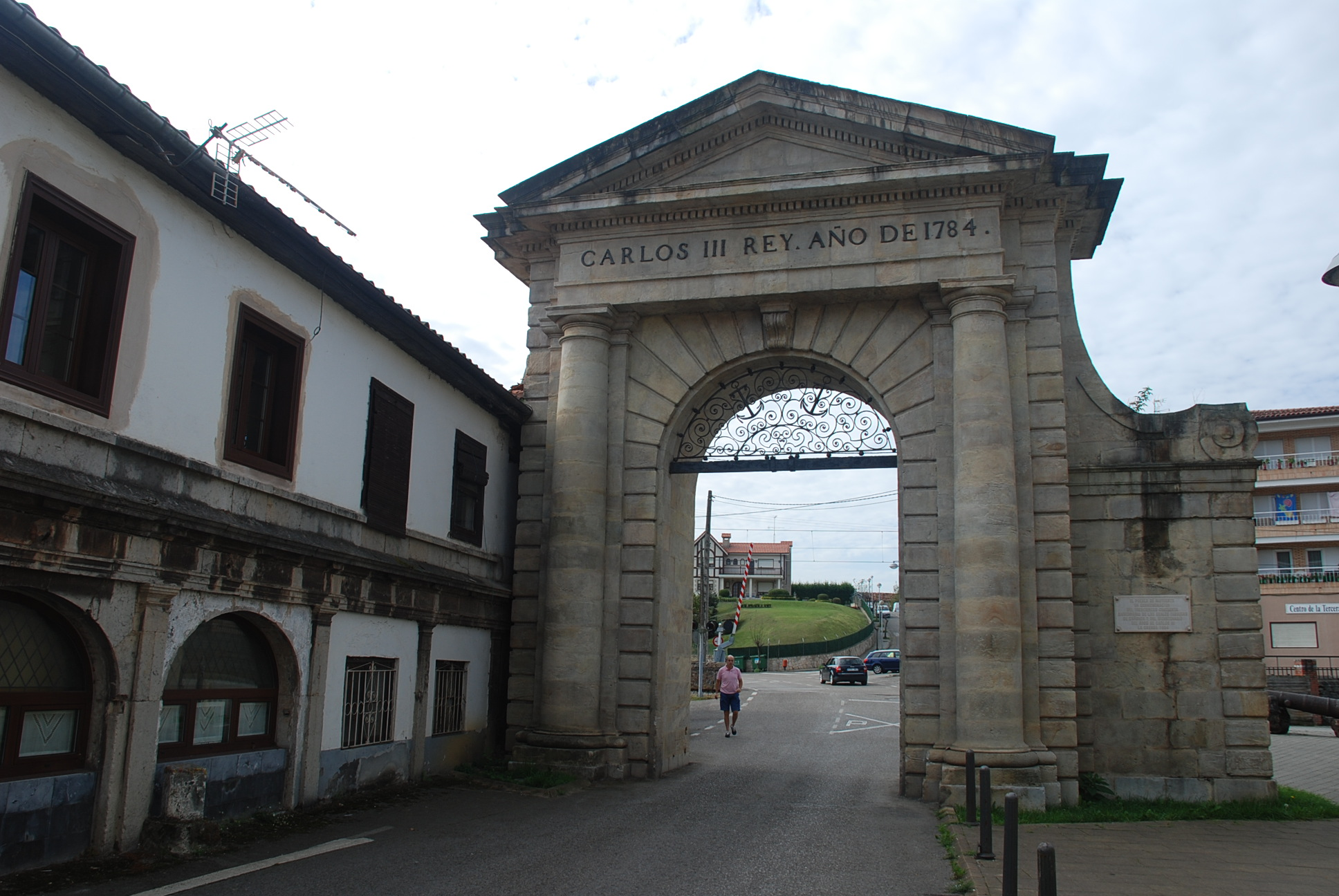
El arco conmemorativo de Carlos III en La Cavada sirvió de entrada principal al complejo fabril. El edificio adosado estuvo destinado al cuerpo de la guardia y la administración

Con la llegada de Carlos III en 1759 se revocan los privilegios concedidos a los Villacastell, se interviene y expropia la fundición, convirtiéndola en Real Fábrica en 1763, y se nombra director de esta al teniente coronel Vicente Xiner. María Teresa del Pilar y el conde Murillo son compensados con una cantidad importante a pagar por la Corona: más de cinco millones de reales.
La poca autonomía de las Reales Fábricas ya estatales frente a la iniciativa privada, y la excesiva burocracia, introdujo dificultades en su desarrollo, tanto de gestión como de producción e innovación. Los hornos redujeron su volumen de producción y las innovaciones tecnológicas en países como Inglaterra fueron complemento a su deterioro. No abrió su producción a las posibilidades de la demanda civil y privada sino que se limitó ha satisfacer los encargos militares con la excesiva dependencia de la Armada, que a la postre sería su perdición por el colapso de esta. A ello hay que sumar un mal planteamiento financiero en la expropiación, que supuso el pago de unas rentas muy altas a los herederos de la Casa de Villacastell durante ochenta años por encima de los problemas del Erario público
Las directrices y los experimentos técnicos del Cuerpo de Artillería del Ejército en la fábrica de La Cavada, que incluían nuevas técnicas de fundición en sólido con moldes de barro y posterior torneado, supusieron un fracaso en la calidad de las piezas y un desecho de armamento inútil. Los hechos ocurridos a finales de 1771 en Ferrol, donde reventaron dos cañones fundidos en La Cavada, hicieron someter a todas las piezas fundidas en sólido a varias pruebas de las que se obtuvieron un penoso resultado: el 80 % del casi un millar y medio de cañones reventaron o se agrietaron. Las investigaciones concluyeron que el deterioro de las piezas no se debía al método de fundición, sino a los minerales de hierro utilizados y al método de torneado.

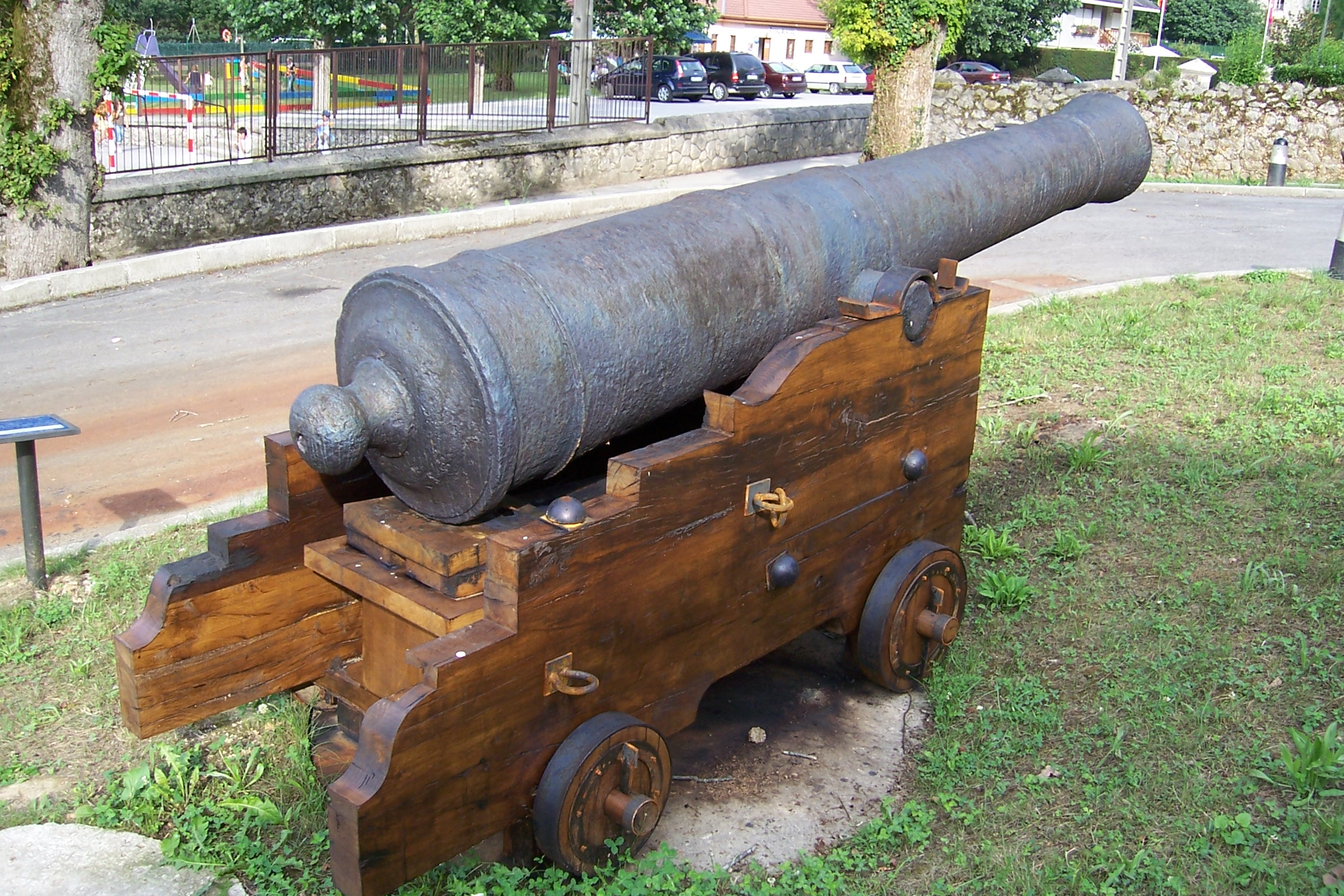
La fábrica llegó a producir en torno a 26 000 cañones. La mayoría de estas piezas tenían su destino en las baterías costeras del imperio y su Armada real. Muchos de los barcos fueron construidos en las atarazanas de Guarnizo, a donde se enviaban gran parte de los cañones. El de la imagen protegió el fuerte de San Carlos en Santoña

Todo ello provocó un estrangulamiento de la hacienda y obligó a la Marina –cliente principal y casi exclusivo de dichas fábricas– a efectuar masivas importaciones de artillería británica, procedentes del gran complejo siderúrgico escocés de Carron. Desde la Secretaría de Estado de La Marina se veía estos fracasos con preocupación, pues estos incidentes en la principal fábrica de artillería española provocaban que la Armada estuviese desartillada y a medio plazo resultaba insostenible depender del abastecimiento exterior en un producto de tanto valor estratégico, máxime cuando ya se veía venir un enfrentamiento bélico con Inglaterra, con ocasión de la independencia de los Estados Unidos.
Así pues, la producción de cañones que necesitaba la flota española (diez mil piezas de 1764 a 1793, contando también los buques mercantes y corsarios) no se consiguió, llegando únicamente a las 6000 unidades. Se siguió recurriendo a los excedentes en Inglaterra para alcanzar el programa naval de armamento hasta la guerra de España con este país en 1778. En 1790 se construye un sexto horno con la finalidad de cubrir este déficit y ayudar, en principio, a la fortificación de las plazas en las Indias. La Cavada empieza a fundir carronadas, elementos que ya eran utilizados en las marinas inglesas y francesas y que se empiezan a producir tras su prueba en buques españoles. La necesidad de producción con nuevas técnicas también hizo reclutar a fundidores franceses pero ni por esas se llegó a las cantidades requeridas y en 1768 el maestro fundidor principal de la fábrica y responsable de los altos hornos, Francisco Richters, reconoce estar confundido ante los nuevos métodos metalúrgicos introducidos y los fracasos técnicos acumulados.
| Años      | Navíos de línea | Cañones | Promedio anual |
| --------- | --------------- | ------- | -------------- |
| 1764-1765 | 3               | 262     | 131            |
| 1766-1770 | 17              | 1346    | 269,2          |
| 1771-1775 | 10              | 740     | 148            |
| 1776-1780 | 7               | 558     | 111,6          |
| 1781-1785 | 10              | 782     | 156,4          |
| 1786-1790 | 13              | 1112    | 224,4          |
| 1791-1796 | 8               | 680     | 85             |
| Total     | 98              | 5480    | 166            |

En 1781 se encomienda al Ministerio de Marina la dirección de la fábrica de La Cavada y se vuelve a los antiguos métodos de fundición de los años de Villacastel de la mano de Antonio Valdés y Fernández Bazán, nuevo director. Se consiguen buenos resultados y se construye en 1783 un cercado de tapia alrededor de todo el complejo y un arco triunfal a modo de portada que daba entrada a la fábrica y que aún se conserva en La Cavada.

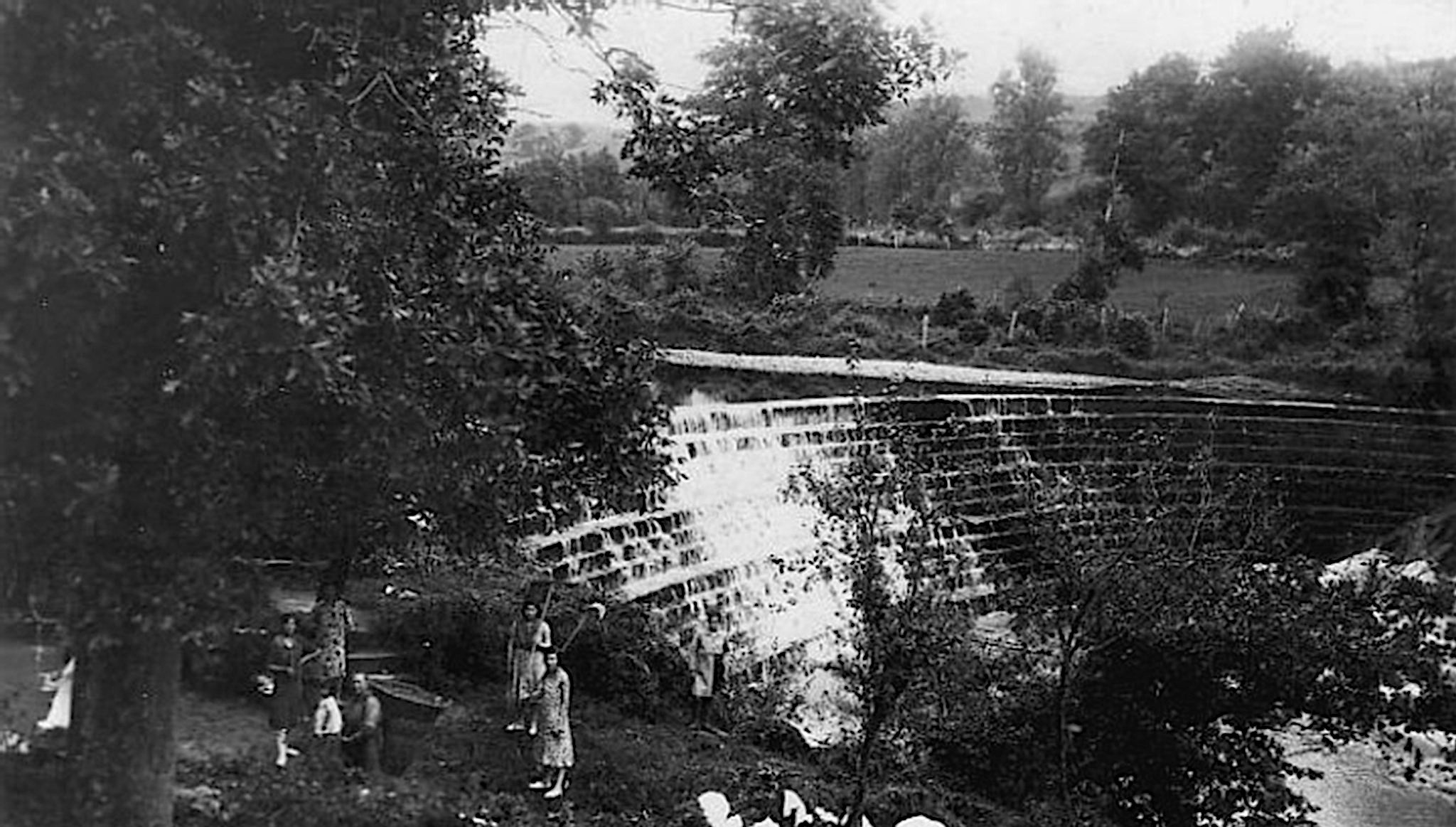
Presa de Valdelazón (1926). Esta represa formó parte de las vastas obras de aprovechamiento hidráulico que llegó a tener la Real Fábrica de Artillería. Posteriormente se utilizaría para dar energía a la fábrica de La Montañesa Textil, hasta que en el año 1994 una riada acabaría por destruirla.

A partir de 1787 se vuelven a fundir en los hornos objetos para la industria privada, como escudos, piezas de maquinaria, caños, herramientas para obras en caminos, etc. Ese mismo año, el ingeniero de la Marina, Fernando Casado de Torres conoce al ingeniero austriaco Wolfgang de Mucha en Viena. Este contacto influirá de forma notable en el devenir de la fábrica de La Cavada durante los siguientes años. Los encuentros que tuvieron Casado de Torre y de Mucha en Austria estuvieron marcados por un carácter secreto que bien podría calificarse de espionaje industrial-militar y que llevó al ofrecimiento de trabajo en el Reino de España. Así, en 1790 y una vez aceptado el ofrecimiento y siguiendo órdenes reales dadas por el ya Ministro de la Marina, Antonio Valdés, el embajador en Venecia Simón de las Casas acompaña a Wolfgang de Mucha en su viaje a España. 
En La Cavada, y tras reconocer el estado de las instalaciones, de Mucha se hace cargo de la construcción de un sistema de conducción de maderas por flotación a lo largo del río Miera. Mediante una serie de importantes infraestructuras de canalización y represamiento de su cauce, la madera era transportada hasta la fábrica.
Esta empresa consume numerosos recursos económicos y supone un importante esfuerzo de construcción nunca realizado hasta el momento en España. La empresa fue parcialmente completada y únicamente funcionó unos pocos años. Las razones de su abandono fueron variadas pero sobre todo se debieron al alto coste de su desarrollo, la oposición de las gentes, y a las demasiado optimistas previsiones en el volumen de madera transportada. En 1792 se introducen importantes reformas en los hornos de Liérganes.

### El declive

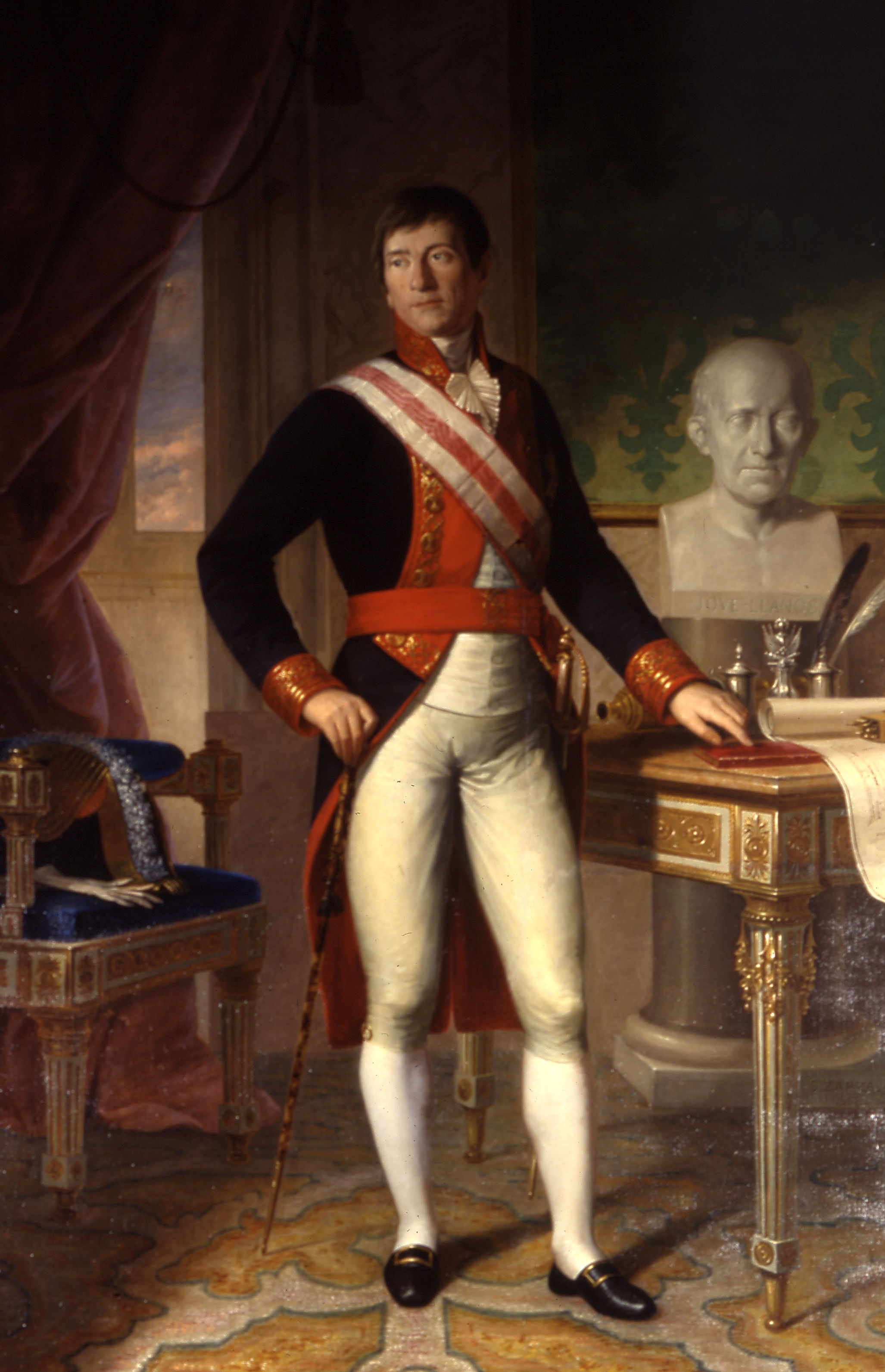
Fernando Casado de Torres e Irala, por Eusebio Zarza (Museo Naval de Madrid). Fue uno de los espías industriales españoles más importantes de la segunda mitad del, junto a ilustres figuras destacadas como Antonio de Ulloa o Tomás Pérez Estala.

El declive de la marina española, con la derrota en la batalla de Trafalgar, afectó a la fábrica que entró en crisis de sobreproducción y desde los últimos años del siglo XVIII su rendimiento cae en picado por tres factores: falta de demanda de la Marina Real, escasez de dinero y falta de carbón.

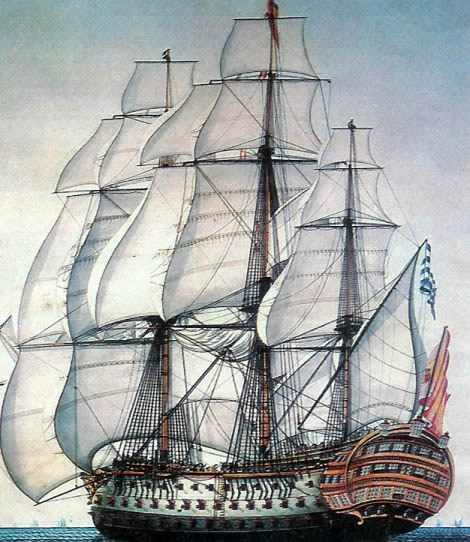
Hacia 1688 los nuevos navíos de línea estaban capacitados para operar tanto en el mar Caribe como en el océano Índico y en el Pacífico, a fin de lograr tanto la superioridad táctica como la estratégica. En la imagen el navío español Santísima Trinidad (1769), que con sus cuatro puentes y 140 cañones fue el mayor de su época, hundiéndose en la batalla de Trafalgar. La artillería naval española y sus municiones procedían en su mayor parte de las instalaciones de Liérganes y La Cavada

La Marina de guerra española experimentó una vertiginosa reducción de sus buques debido a los hundimientos en confrontaciones con el Imperio británico. Así, y según José Alcalá-Zamora, en 1796 constaba de 77 navíos de línea, 66 en 1800, 39 en 1806, 21 en 1814, 7 en 1823 y 3 en 1830.
Respecto al último factor, la Corona expidió una Célula que obligaba a que se dieran los montes a los precios acostumbrados, y que a petición de los asentistas se repararan los caminos para hacer llegar el transporte de la madera. El abuso de estos privilegios provocó el recelo de los habitantes y la desaparición de las ferrerías de la zona. En 1754 y con el fin de asegurar el aprovisionamiento de madera, el marqués de Villacastel decide ampliar el área de restricción forestal a cinco leguas de radio, y tal fue la búsqueda desesperada de carbón vegetal que se extrajo madera de los bosques de Espinosa de los Monteros, construyendo en 1796 un resbaladero de troncos en Lunada, un colosal tobogán de 2400 metros de longitud para cuya construcción se emplearon 5000 hayas.
Como ya se indicó antes, estuvo en servicio poco tiempo, ya que para el año 1800 no tenía actividad.
Otra medida fue la prohibición del corte de árboles en los montes correspondientes a la dotación de la Real Fábrica bajo pena de severos castigos a los vecinos. En este sentido José Alcalá-Zamora relata un suceso acontecido en la noche del 27 de mayo de 1784:

Dos pobres labriegos, Antonio Cuesta y Manuel Gutiérrez, para hacer salir a un zorro que les había matado dos ovejas prendieron fuego a un matorral. A consecuencia, se quemó un quejigo, a pesar de los desesperados esfuerzos para evitarlo. El Tribunal de La Cavada, tras haberles incautado en los preliminares una sábana y otras prendas, como únicos bienes que tenían, les condenó a dos años de presidio en África, apercibiéndoles de que serían diez a la siguiente transgresión. Intervino Madrid, rebajando la pena a destierro por igual tiempo a seis leguas de su domicilio, atendiendo a la falta de ánimo y dolo y evidenciándose que el incendio se hizo para evitar continuase el riesgo de su ganado, único objeto de mantener aquellos infelices.
José Alcalá-Zamora y Queipo de Llano. Historia de una empresa siderúrgica española: Los Altos Hornos de Liérganes y La Cavada, 1622-1834, pág. 46

Si bien, sobre este hecho José Bonifacio Sánchez opina en su libro Historia y Guía Geológica y Minera de Cantabria que la pobreza en la disculpa ante este incidente se debe de relacionar con la idiosincrasia del campesino y la práctica tradicional de quema de monte asociada a la agricultura y la ganadería. Por el contrario, cuenta también el hecho de que existieron gratificaciones por la plantación de árboles que según indicaba Melchor de Jovellanos nadie nunca cobraba:

se premia con medio real al que planta un árbol y años hace que nadie se presenta a cobrar el premio.

Independientemente de todo ello, estas prohibiciones en las cortas de leñas y maderas de los montes provocaron quejas de la muchedumbre, que se veía perjudicada en la obtención de recursos para su subsistencia y que a la larga supuso la deforestación de los montes orientales de Cantabria y norte de Burgos, especialmente tras la incorporación de las fábricas a la Corona y la Ordenanza de la Marina de 1741.
El ingeniero de la Marina y director de la fábrica de La Cavada, Fernando Casado de Torres, recibe la orden de buscar la forma de sustituir en La Cavada la fundición con carbón vegetal por el de mineral. Para este fin comienza una serie de experimentos y observaciones a fin de conseguir su utilización y la explotación de las minas de la localidad próxima de Penagos. En 1790 se encuentra en Inglaterra en misión de espionaje industrial y en su correspondencia epistolar vemos que estaba estudiando, en la medida de sus posibilidades los procesos de combustión del carbón, encontrándose con no pocas dificultades:

«Los experimentos que V. E. hallará extractados, aunque no tienen nada de maravilloso creo merecerán su atención, pues sobre ser un trabajo enteramente nuevo, descubren felizmente los datos que nos faltaban para determinar, con exactitud, la cantidad de aire atmosférico que debe emplearse en la ignición de los carbones minerales para que la descomposición del aire vital produzca el mayor efecto posible en las fundiciones; problema que pienso haber resuelto completamente en la teoría que doy de la combustión del coak.»

En otra carta dirigida al embajador de España en Londres le indica que ha pasado de la provincia de Birminghan a Staffordschire en busca de personas con amplios conocimientos en la explotación del carbón que no llegaron a buen fin por sus exorbitantes pretensiones económicas o por su escasa instrucción en el conocimiento de la ingeniería de minas.
El 15 de abril del mismo año se le ordena contratar a uno o dos facultativos acreditados pero que no fuesen ni ingleses ni franceses, para lo que viaja a Alemania y traerá de Westfalia a Francisco Stievenard en 1790, un facultativo con amplios conocimientos en la explotación de minas de carbón que rindió unos excelentes servicios tanto en las minas de Penagos como, posteriormente, en las de Langreo en Asturias. No obstante, la utilización de carbón mineral para la fundición de La Cavada no logra los resultados deseados y se vuelve al carbón vegetal. 
En 1794 se nombra ministro principal de La Cavada a Vicente Ruiz de Apodaca y Eliza y con su dirección la fábrica destaca por tener un mayor impulso. Durante la Guerra de la Independencia Española Ruiz de Apodaca se ve obligado a exiliarse debido a la llegada de las tropas francesas, aunque en su marcha salva papeles importantes y más de un millón de reales. En 1795 cierra, tras 160 años de actividad, la fábrica de Liérganes y produce las últimas piezas para la guerra contra Francia. 
A partir de 1800, sólo funcionaban dos de los cuatro hornos disponibles, algo causado en gran parte por la escasez de materia prima. Los años previos a la invasión napoleónica supusieron un efímero incremento del número de fundiciones entre 1806 y 1808. No obstante, el rendimiento de la fábrica seguiría siendo escaso.

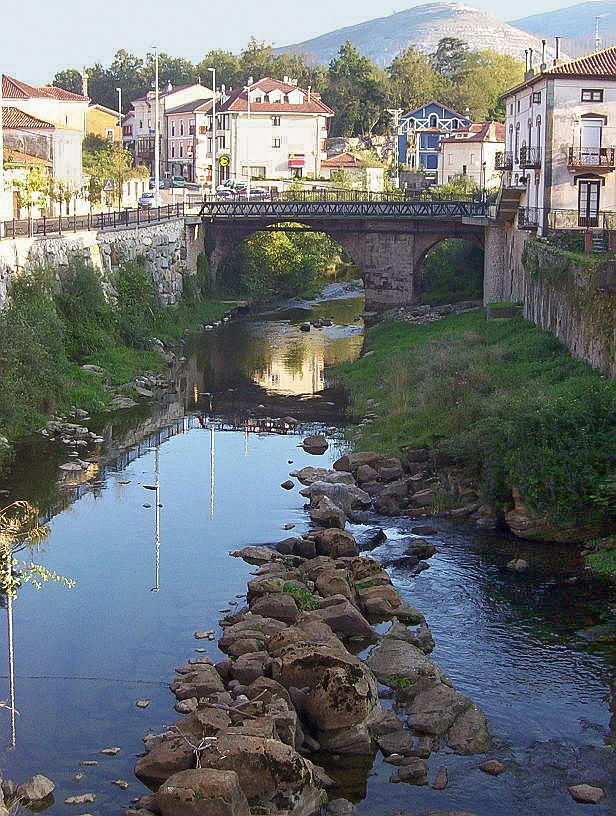
Las crecidas del río Miera en 1801 y 1834 hicieron que el caudal de sus aguas en la localidad de La Cavada superase el puente del Real Sitio, infraestructura que sirvió de entrada al recinto fabril.

La invasión francesa ocupó en sus inicios el País Vasco y Navarra. La fábrica de La Cavada se convirtió en un punto estratégico de importancia. Con la llegada del ejército napoleónico a Santander el 23 de junio de 1808, La Cavada no tuvo una ocupación continua debido a la geografía del lugar, aislada y entre montañas y a que los franceses necesitarían de una fuerte guarnición para poner en marcha unas fundiciones con escasa lealtad de sus operarios y una producción inútil para la ya muy reducida flota francesa. Además, la preocupación de las tropas imperiales de Napoleón era ocupar la costa ante la incertidumbre de una invasión inglesa.
La Guerra de la Independencia trajo a la zona tiempos de penuria y hambre ante la dejadez en el cobro de sueldo de los operarios de las fábricas y la incorporación de los jóvenes al ejército. El rendimiento de la fábrica se redujo considerablemente. El apoyo de la fábrica de La Cavada a la causa del rey Fernando VII fue un hecho, prestando material clandestino tanto a la guerrilla como a las tropas regulares. Algunos de los operarios llegaron a instalar una forja y armería en Peña Rocías, en el valle de Soba, que suministró balas de fusil y turquesas para las tropas españolas hasta que fue descubierta. 
Si bien el ejército napoleónico se llevó lo que pudo, y en sus incursiones a la fábrica hubo apresamientos y fusilamientos, también es cierto que fueron algunas bandas de guerrilleros los que hicieron mayores excesos, hasta tal punto que las gentes locales se sintieron aliviadas por la captura por parte de las tropas napoleónicas de algunos de ellos, cuyas actividades se podrían considerar más próximas al bandolerismo. En cambio, estuvo también por Liérganes y La Cavada la guerrilla de Juan López Campillo, futuro ídolo de la Guerra de la Independencia.
Pero la verdadera repercusión negativa que tuvo esta contienda para las fábricas fue las penurias sufridas por sus trabajadores, que sin sustento por dejar de cobrar los sueldos en una zona de agricultura pobre, muchos emigraron con sus familias, los más jóvenes se enrolaron en el ejército y aquellos más desafortunados murieron de hambre o enfermedades. Al final de la guerra solo un tercio de los operarios seguía en las fábricas e incluso el personal directivo hubo de escapar u ocultarse. Así, Juan Francisco de Aguirre, director de la fábrica durante esa época, se escondió en Solares hasta su muerte el 26 de febrero de 1811 y el mando de las fábricas quedaron a cargo de Alonso Arias, cuarto jefe en rango, que hizo un ejercicio de gran diplomacia para lidiar entre los ímpetus de las guerrillas y las autoridades invasoras.
Tras la Guerra de la Independencia, en 1818 se comienza una nueva fundición con resultados desastrosos. La llegada del Gobierno liberal y el impulso de los ayuntamientos obstaculizaron las operaciones carboneras de La Cavada, tan denostadas por los aldeanos, pues les impedían el uso libre de los bosques y la creación de tierras agrarias.
Instaurado, de nuevo, el régimen absolutista de Fernando VII, siguió la fábrica su actividad sin conseguir producir a precios competitivos. Vistos los resultados de explotación de la fundición, muchos operarios comenzaron a buscar nuevos trabajos.

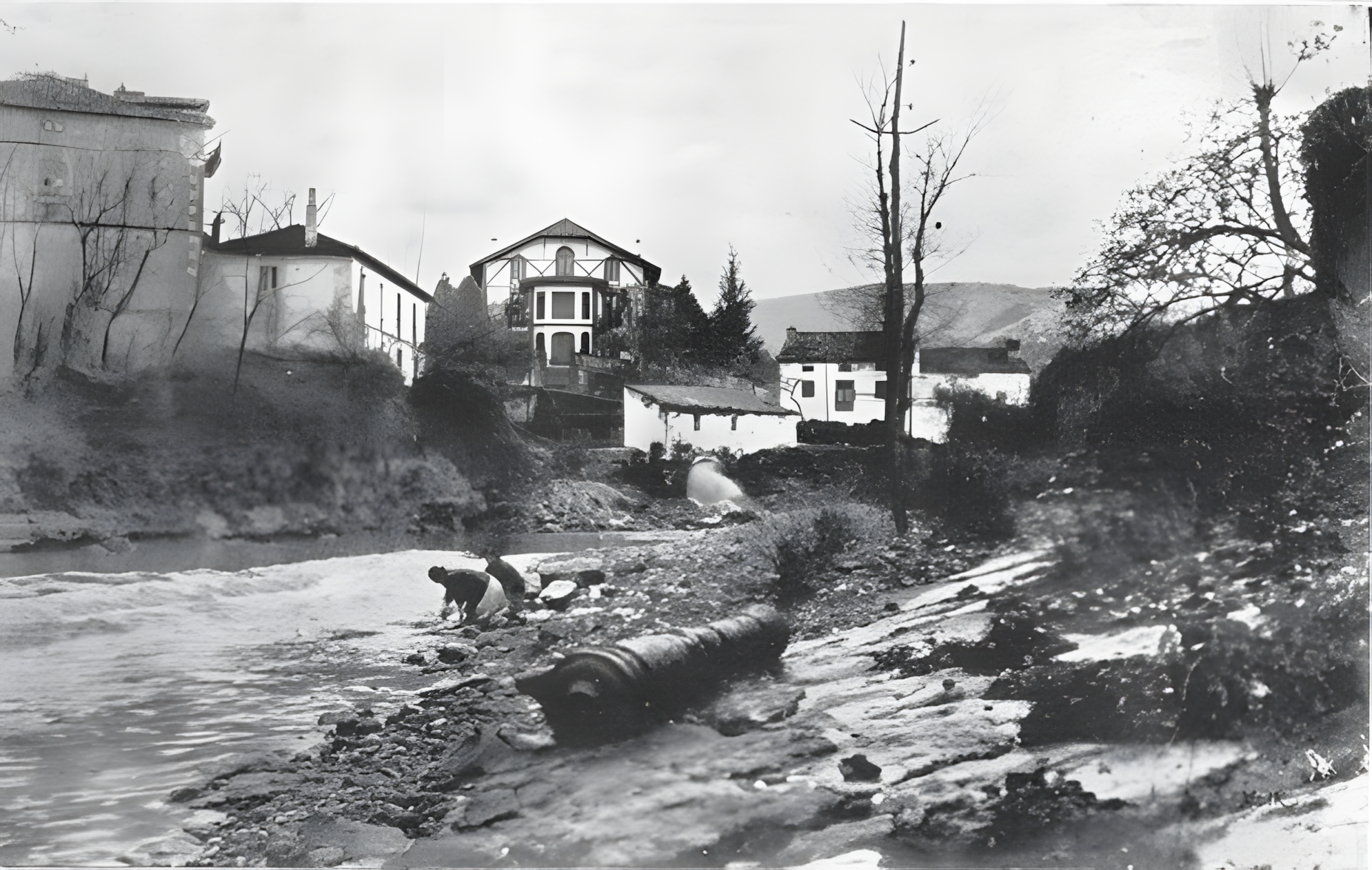
La imagen, del año 1926, muestra aún un cañón abandonado en la orilla del río Miera junto a los restos de la fábrica.

El deseo de privatización de la Real Fábrica de La Cavada por el gobierno de Fernando VII no logró atraer el capital extranjero, más interesado en las zonas mineras asturianas. Y si bien un tal José Infante Vallecillo propuso en 1832 la restauración de las instalaciones de Liérganes y La Cavada, no se llegó a un acuerdo dado las concesiones abusivas que exigía, incluyendo tierras laborables en Cuba. En 1831 el catedrático Gregorio González Azaola es nombrado director interino de las instalaciones de La Cavada. Conocedor de las nuevas industrias en Europa apoyadas en la minería del carbón, había viajado en 1826 en busca de avances tecnológicos que pudiesen aplicarse a La Cavada pero la complejidad en las reformas que la fábrica necesitaba hace que de por perdidas las viejas instalaciones reales, sugiriendo que fuesen aprovechadas como fábrica de harina, curtidos o tejidos.
Una inundación del río Miera en la tarde del 19 de agosto de 1834 destruyó parte de las instalaciones y las presas que movían las máquinas de La Cavada, que ya se habían reparado tres años atrás. Ya no se volvieron a reconstruir y desde el Gobierno se pidió al ministro de Marina que «se deshiciese con prontitud de una carga tan pesada».

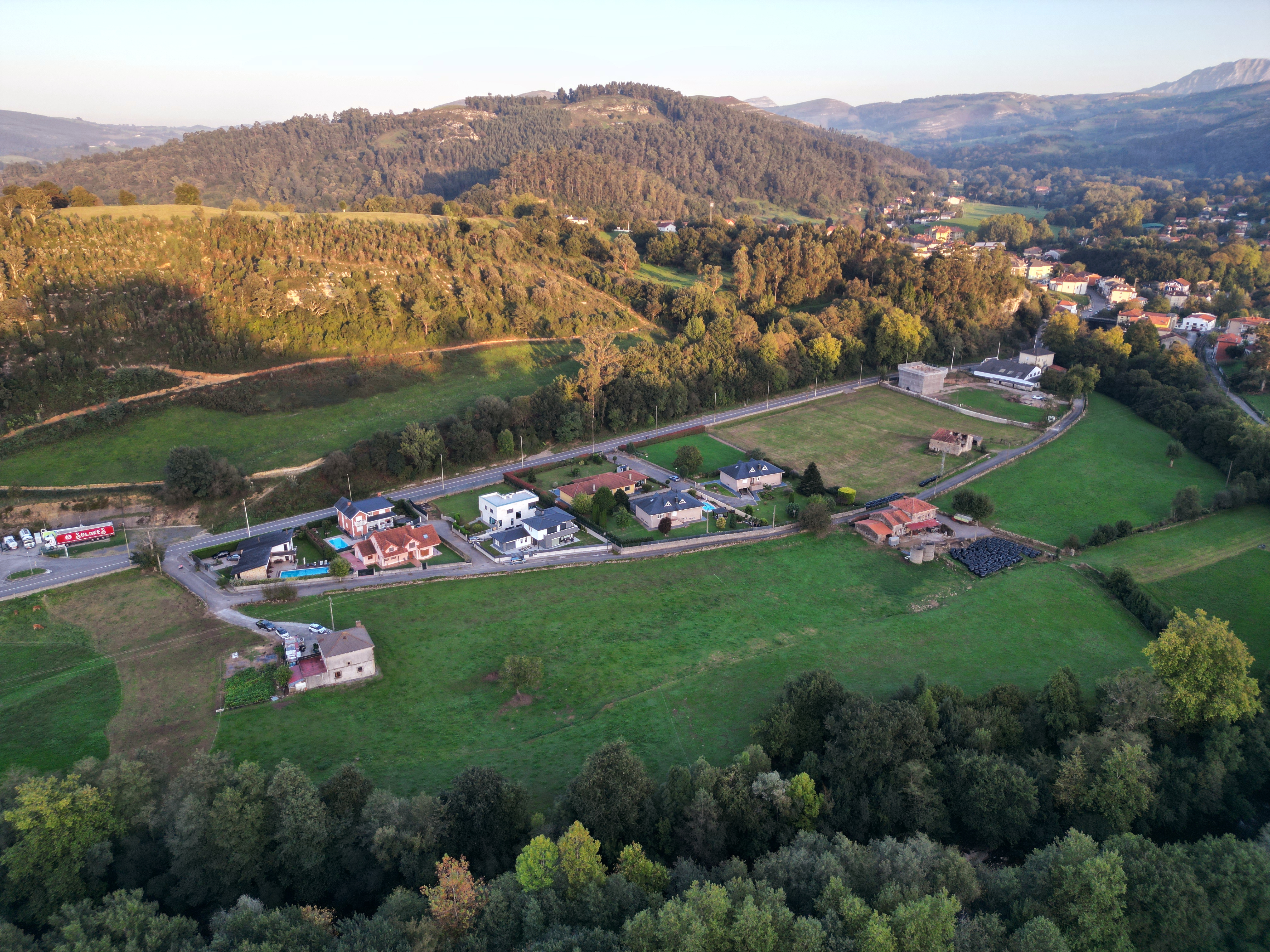
Las Máquinas de Valdelazón era el lugar que la Real Fábrica disponía de instalaciones para el barrenado y pruebas de disparo de los cañones que producía. A la derecha se aprecia un canal, ya cegado, que conecta con el cauce del río Miera y que proveía de la fuerza necesaria para el funcionamiento de las máquinas de fresado de las ánimas de los cañones.

Las incursiones de las tropas carlistas saquearon las instalaciones durante todo ese año. Esos dos hechos fueron el punto final de una fábrica que cerró en 1835 y que se estima produjo en sus más de 200 años de actividad 26 000 cañones, centenares de miles de balas de distinto calibre y millares de piezas de orden civil.
Tras el abandono de las instalaciones en los años posteriores a 1830, «los comarcanos se apresuraron a irse llevando todo lo que pudieron de los edificios y talleres, entre otras ideas, probablemente con la ingenua de impedir la restauración de las instalaciones», debido en parte al enfrentamiento durante años con el Estado sobre el uso y trabajo en los montes. En 1838, ante la amenaza de los carlistas, las últimas piezas de artillería que quedaban almacenadas en La Cavada y que databan de antes de la guerra napoleónica fueron transportadas a Santander. Allí estarían hasta 1847 que, a excepción de algunos cañones que fueron llevados a Algeciras, el resto se subastó para refundición. Se planteó incluso la demolición de los hornos de reverbero para evitar ser usados por los enemigos de los cristinos, algo que nunca ocurrió. En 1840 ya solo quedaban al mantenimiento y custodia de la fábrica un fundidor, nueve empleados y quince soldados sin prácticamente ninguna labor. En 1848 el Ministerio de la Marina vende por 11336 reales a Juan de la Pedraja el denominado Sitio de las Máquinas de Valdelazón, utilizado para las labores de barrenado y pruebas de tiro. En este terreno se construirá una importante fábrica de tejidos e hilados de algodón durante la Primera Revolución Industrial, que continuidad hasta finales de la década de 1960: La Montañesa Textil.
Ya en 1850, Pascual Madoz en su diccionario geográfico-estadístico-histórico describía el lugar de La Cavada indicando que:

No hay pluma que baste a pintar los destrozos que este sitio ha sufrido de pocos años a esta parte.[...] Las famosas obras de presas, cauces y demás han sido arrebatadas por las corrientes: las enormes ruedas que componían las máquinas, y todos los útiles han desaparecido; las abundantes maderas de caoba, cedro y encina que llenaban los depósitos y maestranzas, han sido presa del abandono y del pillaje; y cerca de 2000 cañones de hierro de todo calibre, un sin número de balas y otros muchos efectos, se han transportado a Santander otras partes. En el sitio solo han quedado las casas de las máquinas, el cuartel, el palacio, la capilla, el reloj puesto en una torrecita, que esta parado, y varias mesas de hierro colocadas en diferentes puntos para juego, refresco, etc. [...] Existe hoy una guarnición de 11 artilleros y un sargento, un inválido, y el contador que habita el palacio.

En 1881 casi no quedaba rastro ya de la fábrica.

## Los técnicos y operarios

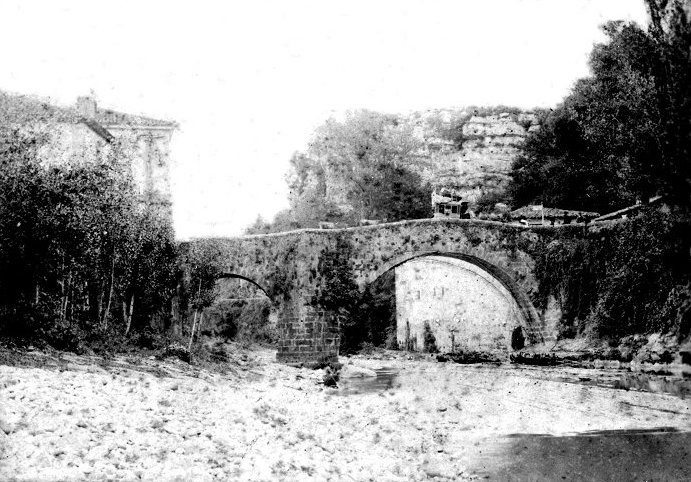
Una diligencia cruzando el antiguo puente de La Cavada sobre el río Miera a finales del y que daba acceso a la fábrica de artillería. Pascual Madoz lo describía como un puente «de 2 arcos de piedra labrada con unos 30 pies de altura en su parte media, y la anchura suficiente para dar paso á un carruaje mayor; tiene soberbios tajamares, algunos de ellos de cañones de hierro y lo que presenta de más notable es su gran fortaleza, pues nada ha desmerecido a pesar de las fuertes avenidas que ha sufrido».

La instalación de las fábricas de Liérganes y La Cavada supusieron la llegada de técnicos provenientes de Flandes con el fin de difundir e instruir a los operarios españoles autóctonos la experiencia que aquellos tenían en el arte de la fundición. Estos grupos de especialistas fueron los que pusieron en marcha entre 1617 y 1628, con el decidido apoyo de la Corona, la fábrica de Liérganes y a cada dificultad o progreso en Europa se procuraba traer el personal más capacitado. De tal forma que incluso todavía en 1679 era preciso conseguir nuevos técnicos flamencos porque «no se había podido conseguir que los naturales de estos reinos se hubiesen aplicado a esta facultad».
Los maestros flamencos, sabedores del trabajo en las minas, formaban además a prácticos encargados de las labores de localización del mineral y el seguimiento de su explotación para el aprovisionamiento de material para los hornos.

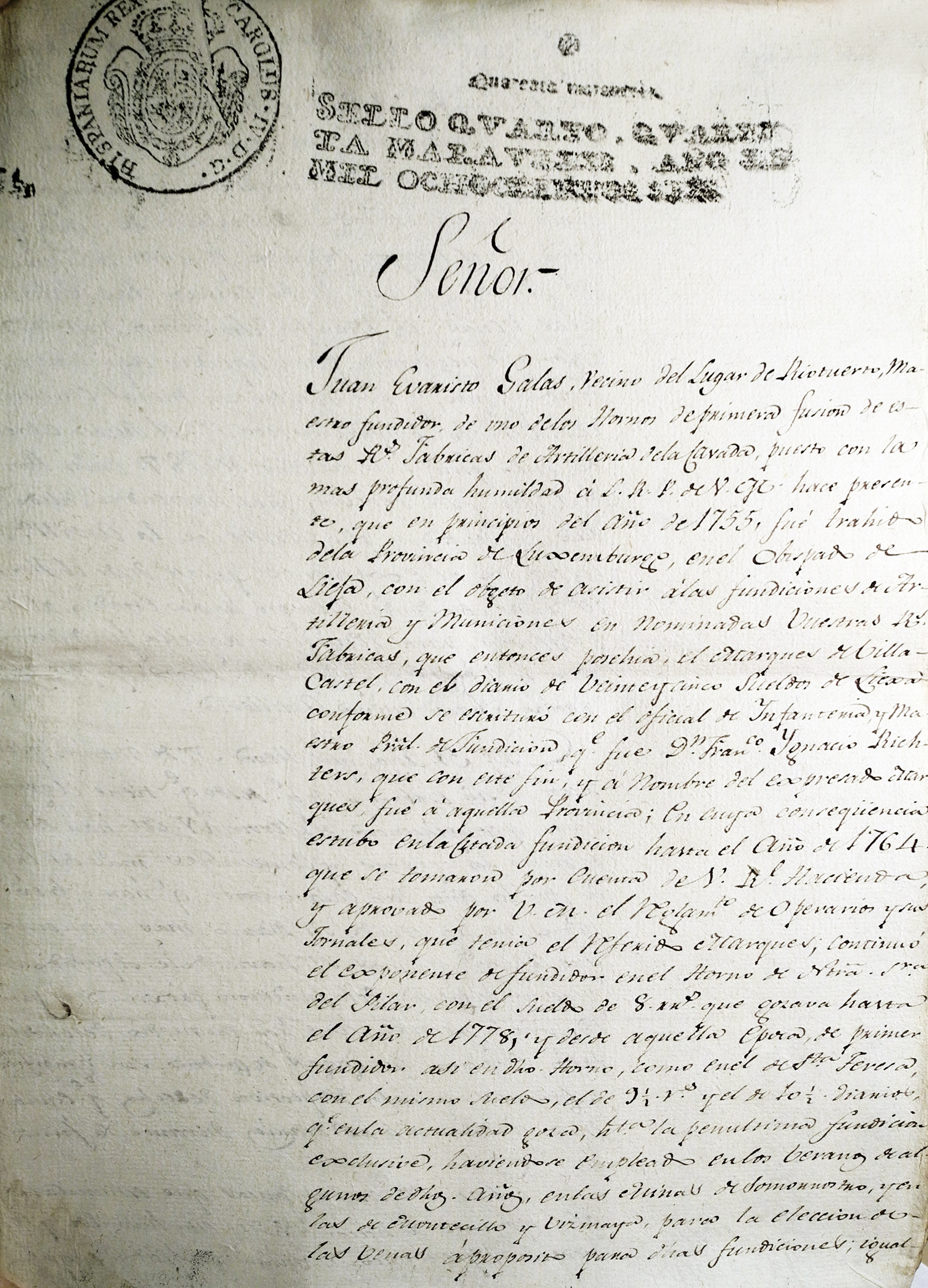
Primera página del escrito de solicitud de reconocimiento de méritos del flamenco Juan-Evaristo Galas Budar, operario de la Real Fábrica de Artillería de La Cavada y vecino de Riotuerto, realizado 1806 durante el reinado de Carlos IV.

Unas setenta familias vinieron a Liérganes y La Cavada a principios del siglo XVII, principalmente de la zona de Lieja, para poner en marcha las fábricas de artillería y fueron el germen de cinco o seis generaciones de flamencos asentados en la región que trabajaron alrededor de las instalaciones durante los siglos XVII y XVIII. Esta comunidad, que se favorecía de un monopolio en las funciones de la fundición, tuvo que sufrir durante 200 años un aislamiento por parte de los aldeanos próximos a las fábricas, con un proceso de integración largo y a veces difícil influido por la diferencia en el idioma, la nacionalidad, la endogamia familiar o el estatus económico y civil. Fueron objeto de reticencias, desvíos y malos tratos por parte de las gentes del lugar (posiblemente no tanto por los propios obreros que trabajaban en las fábricas) tratándolos, aún incluso a sus bisnietos, como extranjeros y formando una especie de linaje por casi endogamia forzosa y calificándolos de rabudos, término despectivo de la época con el que se aludía a los flamencos. Fueron privados de los oficios concejiles y honores sociales. Se les concedió el fuero de Artillería «por ser conveniente en España» pero existieron numerosos pleitos debido a la oposición de la población a que dispusiesen de títulos de hidalguía. El privilegio fue concedido por Felipe V en 1718, reiterado en 1784 y nuevamente en el año 1794, cuando se les confirma el derecho a llevar un uniforme militar. Durante años fueron constantes las contiendas entre lugareños y operarios para obtener sutiles ventajas unos y suprimirlas los otros con el apoyo del Estado. Llegaron las ofensas incluso hasta en el momento de los entierros, como recoge un texto de un legajo recuperado en el libro de José Alcalá-Zamora y Queipo de Llano:

...hasta en la misma iglesia les tienen lugar destinado para enterrar los cadáveres y se ha verificado el caso de que, habiendo fallecido una mujer del lugar de Rucandio en el de Riotuerto, cuya parroquia corresponde a La Cavada, advirtiendo los parientes de la difunta la daban sepultura cerca de donde la tienen los flamencos, exclamaron en tono y voces descompuestas dentro de la propia iglesia quería llevarla a su lugar, porque no era razón quedara una española junto a tan mala compañía.

Estas injurias podían llegar en algunos casos a la extorsión y así lo denuncia en 1698 un tal Tomás Baldor, en nombre de sus compañeros, cuyos vecinos les tratan «penándoles y entrando en sus habitaciones con violencia y sacándoles prendas para hacerse pago de las penas que les hacían».
La descendencia de estos técnicos de Flandes, orgullosos de su trabajo, ha llegado hasta nuestros días. Sus apellidos, en su mayoría flamencos, pasaron a castellanizarse en el siglo XVIII. En Riotuerto, Liérganes o municipios limítrofes, es fácil encontrar hoy vecinos con algún apellido Arche, Baldor o Valdor, Del Val, Bernó, Cubría, Guate, Lombó, Marqué, Oslé o Uslé, Otí, Rojí, Roqueñí, Sart, etc.

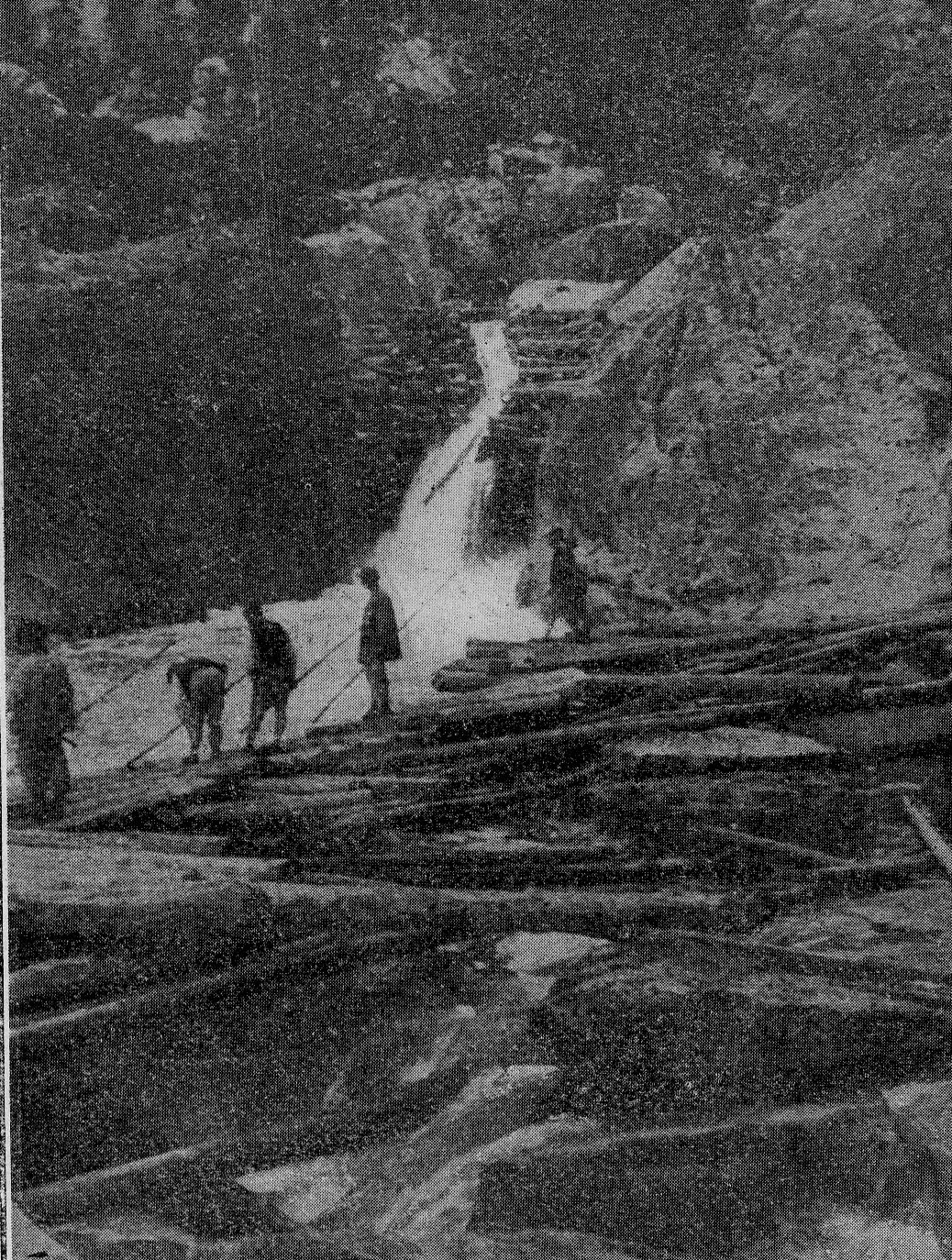
Gancheros encauzando los troncos para su transporte por flotación en 1929 en un lugar indeterminado de España. Las técnicas de maderada no deberían distinguirse mucho de las practicadas por aquel entonces en el río Miera.

El número de trabajadores variaba dependiendo de la época del año, siendo los meses de fundición el tiempo en que las fábricas requerían más empleados. En noviembre se solía empezar a encender los hornos, que tardaban unos 40 días en prepararse para comenzar la fundición. En verano, el bajo nivel del río Miera obligaba a parar y se aprovechaban estos meses para realizar tareas de limpieza y construcción de nuevos crisoles. Esta eventualidad de la mayoría de los trabajadores y los bajos sueldos obligaban a la realización simultánea de tareas agrícolas. La temporalidad también se reflejaba en los trabajos de minería, transporte y carboneo asociados a la producción de las instalaciones. En muchos casos la obligatoriedad de trabajar en la corta y acarreo de maderas en los montes de Cantabria y Burgos ocasionaba numerosas quejas de los vecinos que veían desatendiendo sus labores agrarias por meses con unos salarios que consideraban escasos.
No obstante, la localización del complejo fabril en la zona presentó oportunidades de trabajo para las familias de Riotuerto, Liérganes, Entrambasaguas, Miera u otros municipios cercanos, extremadamente miserables y pobres. Estas expectativas supusieron el aumento sensible de población en la Junta de Cudeyo, antigua división comarcal. El crecimiento entre 1636 a 1750 fue de un 40 %, hasta llegar a los 8000 habitantes.
Las condiciones del trabajo tanto en la fábrica como en las minas y los montes eran muy duras, incorporándose mujeres y niños a muchas tareas. A modo de ejemplo, diversos autores hacen referencia a la utilización de las neveras del paraje de La Nevera, cercano puerto de Alisas, o del de la localidad de La Cantolla, en el lugar conocido como Fiñúmiga, para el tratamiento de quemados de la fábrica:

El origen de las neveras que hasta el momento conocemos en Cantabria está relacionado, por todos los indicios, con la demanda de hielo de las fábricas de cañones de Liérganes y La Cavada, que generaban gran cantidad de quemados y otros heridos.
Virgilio Fernández Acebo. Boletín número 5 del Museo de las Villas Pasiegas.

El sueldo, aun siendo bajo en comparación con otras fábricas de España, resultaba superior a la media de la región y suponía un interesante complemento a las tareas agrícolas en una zona «pobre y miserable». José Alcalá-Zamora cuantifica en una media de 4,82 reales de vellón los salarios de los 274 operarios que trabajaban en las fábricas en marzo de 1799. No obstante, las diferencias eran muy grandes, y así los ayudantes de fundición cobraban 800 reales al mes y un director 3000.
Se obtenían otros beneficios, como los retiros a operarios veteranos que cayesen imposibilitados o enfermos, aunque existía a veces la obligación de asistir a las fundiciones mientras hubiera fuerzas. A las viudas o huérfanos de viejos empleados se les otorgaba una pensión a través de limosna. Estos retiros fueron desapareciendo a medida que la situación económica de la fábrica fue empeorando. Mejor suerte tenían aquellos trabajadores fijos y los que disponían de casa dentro del recinto fabril, ya que podían disponer de huerto, adquirir artículos a precios económicos en la «tabernilla» de La Cavada, primas por resultado, carbón, etc. En total la fábrica llegó a dar trabajo a unas mil personas en los tiempos de mayor bonanza.

## Arqueología industrial y legado histórico

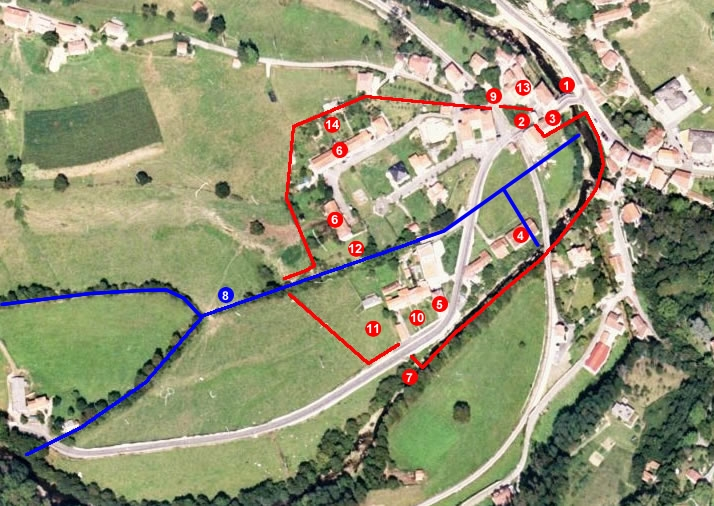
Límite y elementos actualmente observables del antiguo recinto del Real Sitio en la localidad de La Cavada.
1. Puente.
2. Portada de Carlos III.
3. Edificios de la guardia y administrativo.
4. Almacenes.
5. Casa Redonda.
6. Casas de los operarios y las caballerizas.
7. Retén de troncos y rampa.
8. Canal.
9. Puerta de Ceceñas.
10. Huerta del Ministro.
11. Huerta del Comandante.
12. Huerta del Tesorero.
13. Venta.
14. Huerta de las casa de oficial contador y del cuartel.

En la actualidad aún existen restos de las Real Fábrica de La Cavada, aunque la mayor parte de las construcciones fabriles han desaparecido o sus restos han sido reutilizados para nuevas edificaciones.
En La Cavada se pueden ver restos de los cierres del complejo que pudo llegar hasta la cercana población de Los Prados. Existe un alto muro de mampostería junto a la carretera que lleva al pueblo de Rucandio, en el  lugar de Entrambosríos, el cual sirvió también de cerco al recinto.  Esta construcción, que no aparece en los planos originales del Real Sitio, son los restos de un perímetro levantado para guardar la madera que descendía del río Miera desde el puerto de Lunada, malogrado proyecto de Wolfgang de Mucha. A este proyecto también pertenecen unos retenes levantados en el río Miera y la rampa de arrastre de la madera, hoy en estado ruinoso pero perfectamente visibles.
La portada de entrada en honor a Carlos III, declarada Bien de Interés Cultural en 1985, es una de las tres puertas que tenía el recinto junto con la de Ceceñas y la de Liérganes. Fue construida entre 1783 y 1784 por el arquitecto Francisco de Salcines y responde a un estilo neoclásico, con arco de medio punto, pilastras a ambos lados y frontón triangular en el que se lee la inscripción:
| CARLOS III REY. AÑO 1784. |

Los sillares se encuentran soldados por coladuras de plomo y hierro.
El puente sobre el río Miera y que daba acceso al recinto del Real Sitio fue levantado en el siglo XVII. La estructura sufrió diferentes daños a causa de las avenidas, en especial las de los años 1801 y 1834. En 1999 el puente fue afectado por una importante transformación con motivo de la ampliación de la carretera a Liérganes.

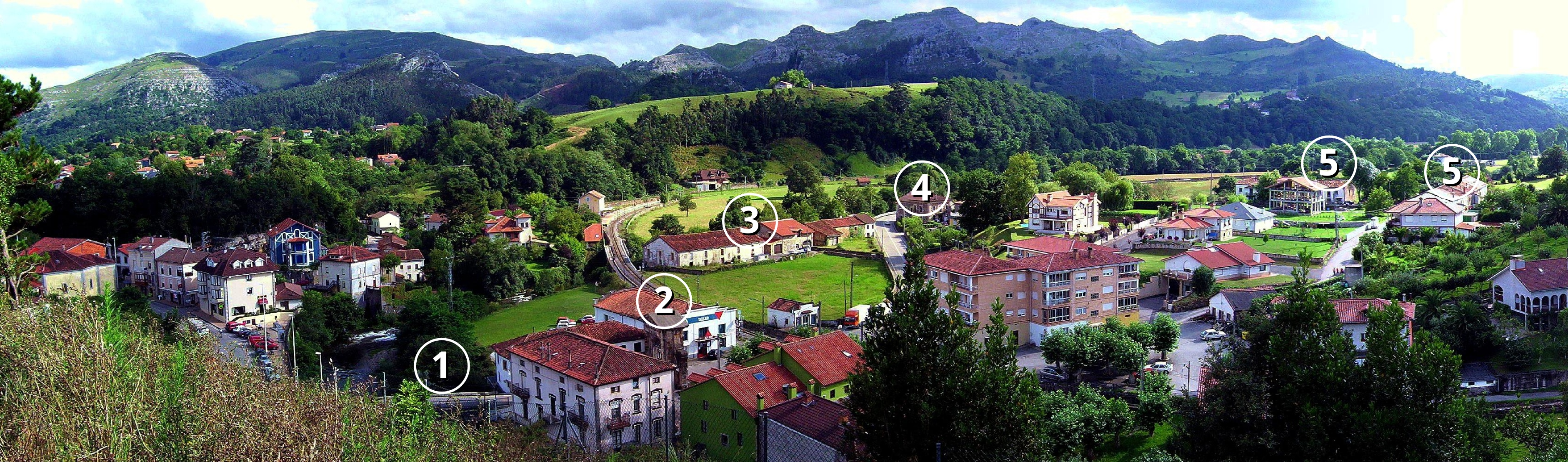
Panorámica del Real Sitio en La Cavada. La imagen señala algunas de las estructuras conservadas de las antiguas instalaciones (pulsar para ampliar).
1. Puente.
2. Portada de Carlos III.
3. Almacenes.
4. Casa Redonda (Antigua capilla).
5. Casas de los operarios y las caballerizas.

La conducción por el río Miera de la madera mediante flotación era sin duda la operación más compleja de todo el proceso maderero y la que mayor organización exigía. Debido al escaso caudal y a lo accidentado del lecho esta se hacía por el método de piezas sueltas que eran dirigidas desde la orilla con la ayuda de ganchos. Debido a las características de los ríos cantábricos, con valles estrechos y escarpados, la conducción de la madera no se podía realizar mediante flotación agrupada (almadías) o libre (maderadas), como ocurría en cursos fluviales de grandes caudales, sino que se recurría a construir en el cauce pequeñas presas escalonadas. Al llenar de agua estos «vasos», se abrían sucesivamente las compuertas fluyendo agua y troncos. Este procedimiento era lento y no permitía conducir más que piezas pequeñas y a distancias no muy grandes.
El transporte de troncos por el río para abastecer los hornos de la Real Fábrica supuso la ejecución de importantes obras en el cauce del Miera, en el que se barrenaron grandes rocas, se rellenaron pozos y se encauzó el río en algunos tramos. Las medidas de los troncos debían presentar un estándar de siete pies de largo (195 cm) con un extremo menos grueso con el fin de evitar el bloqueo del cauce.

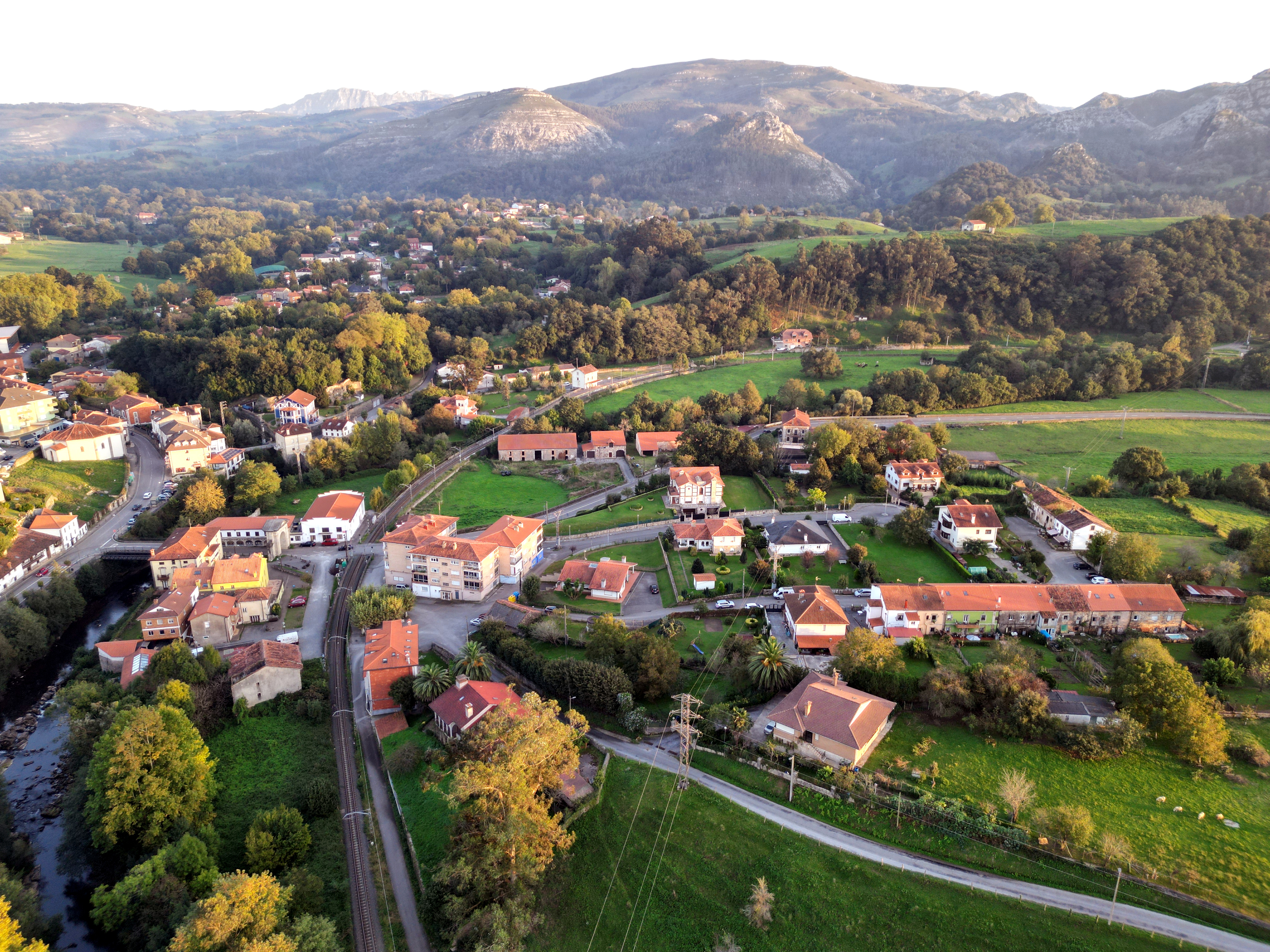
El Real Sitio fue el lugar donde la Real Fábrica de Artillería de La Cavada tenía sus instalaciones en esta localidad. A la izquierda se aprecia el puente sobre el río Miera y la portalada de entrada al complejo, junto a la vía de ferrocarril. En la parte inferior de la imagen, los caminos hacia Ceceñas y Sierra Hermosa y próximo a este último las hileras de casas entre medianeras para algunos operarios. Al fondo y junto a la carretera a Liérganes, los almacenes.

Actualmente también se pueden apreciar estructuras verticales, llamadas retenes, levantadas en el cauce del Miera y que permitían agrupar la madera que circulaba a favor de la corriente y que era incorporada al río desde el resbaladero de Lunada a 20 km del retén, lugar desde donde llegaba la madera de los montes de Espinosa de los Monteros y Quintanilla. Estos retenes tenían una potente cimentación y el cuerpo estaba construido con cantos y mortero. Existieron al menos cinco retenes en una doble hilera diagonal y que originariamente tendrían un entablado de madera en su parte superior a modo de puente. Entre los pilares se levantaba una celosía de madera que cumplía la función de retener los troncos. Estos eran desalojados a través de una rampa que todavía es observable. 
Entre las viviendas se conservan la Casa del Puente, construcción junto al Miera y fuera de la fortificación, que podría haber estado destinada a la guardia, las casas de la calle de Arriba, edificios para el alojamiento de operarios y para caballerizas, un edificio de viviendas junto al antiguo arco de Carlos III y que podría cumplir la función de conserjería u oficinas administrativas, y la Casa Redonda o El Palacio, cuya edificación principal ha desaparecido y sólo se conserva la capilla, ya muy transformada.
Existen asimismo restos de algunos almacenes y hornos, contrafuertes y paramentos sobre el río que servían de estructura defensiva y protegían de las avenidas, túneles, restos de presa y canales.

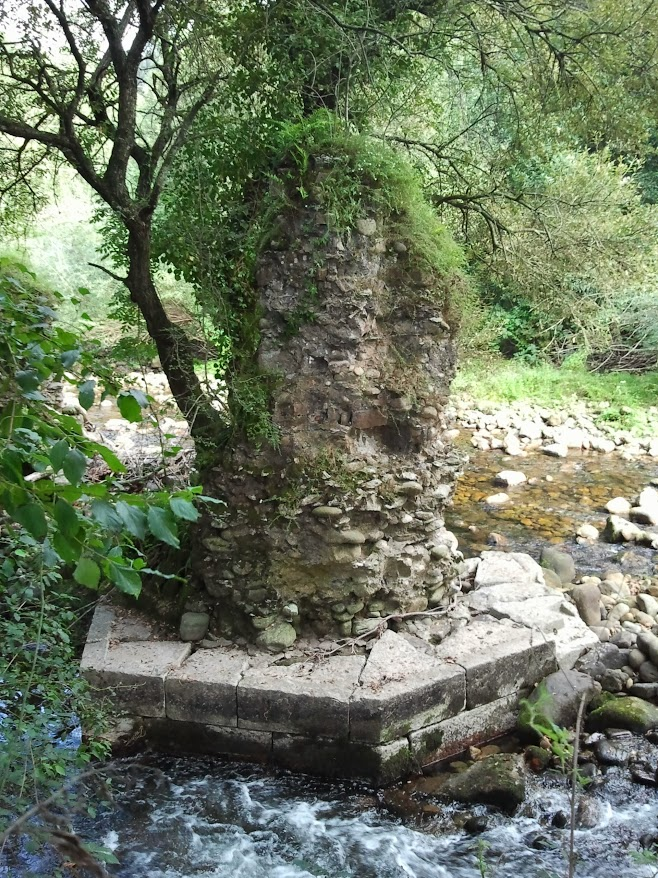
Restos de un contrafuerte del retén de troncos en el río Miera próximo a la localidad de La Cavada. Estas obras ejercían a modo de asnados, para detener la maderada que descendía aguas abajo tras la crecida repentina de caudal.

El 27 de julio de 2006 se inauguró en La Cavada un museo que recoge la actividad llevada a cabo por estas instalaciones en la fundición de cañones que se emplearon en la Armada Real Española y en todo el Imperio. Se pueden observar cañones, las diferentes municiones utilizadas, maquinaria, escudos nobiliarios y diversas maquetas tanto de barcos como de las instalaciones.
Por otra parte, en la población de Liérganes se conservan diversas casonas de los siglos XVII y XVIII, como la Casa de los Cañones, y restos del canal y construcciones dedicados al barrenado de cañones en el sitio de Valdelazón. Todo ello recuerdo de una época de auge económico apoyada en la fábrica de artillería.
Las fábricas de cañones de Liérganes y La Cavada fueron durante la Edad Moderna el complejo siderúrgico más importante de España y durante siglos el único lugar donde se produjeron cañones de hierro colado para el sustento del Imperio. Pero quizás el mayor legado histórico venga de la transformación del paisaje de la zona oriental de Cantabria y norte de Burgos donde desapareció la mayor parte de las masas arbóreas, ayudado por los procesos de pradificación asociados a la actividad ganadera pasiega, y de los apellidos provenientes de las familias flamencas que pusieron en marcha y trabajaron durante años las instalaciones y que actualmente llevan multitud de vecinos en aquellos lugares donde se desarrollaron las actividades de la factoría.
A lo largo de los siglos XVII y XVIII, y con independencia de los navíos de guerra de la Armada, miles de cañones de hierro colado fundidos en la Real Fábrica salieron de sus hornos con destino a fortificar y armar las numerosas baterías costeras que España poseía repartidas por todo el mundo. Durante esta época todas las fortificaciones de los puertos en los que el Imperio tenía posesiones recibieron cañones de La Cavada, muchos de los cuales se conservan y se exponen en la actualidad.
Los historiadores señalan que sin la producción de esta fábrica la Marina española no hubiera podido codearse con las de Inglaterra y Francia, ni por ende España haber retenido las colonias americanas hasta su emancipación en el primer cuarto del siglo XIX.

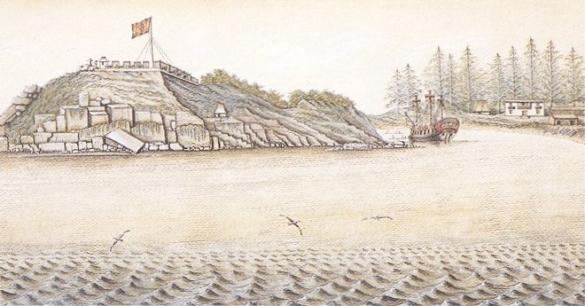
Fuerte de San Miguel, en la Isla de Nutka (Canadá)
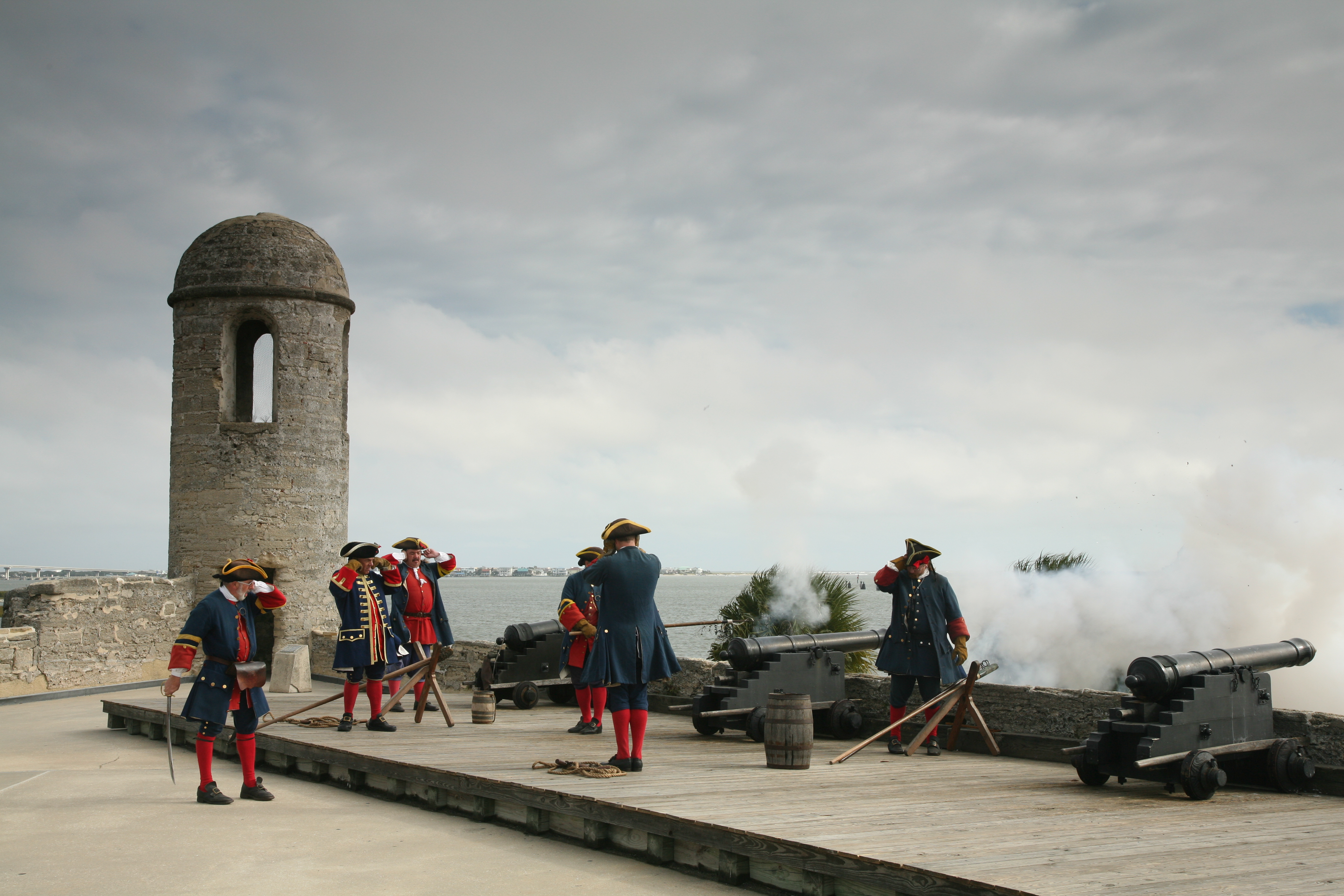
Castillo de San Marcos, en Florida (EE.UU.)
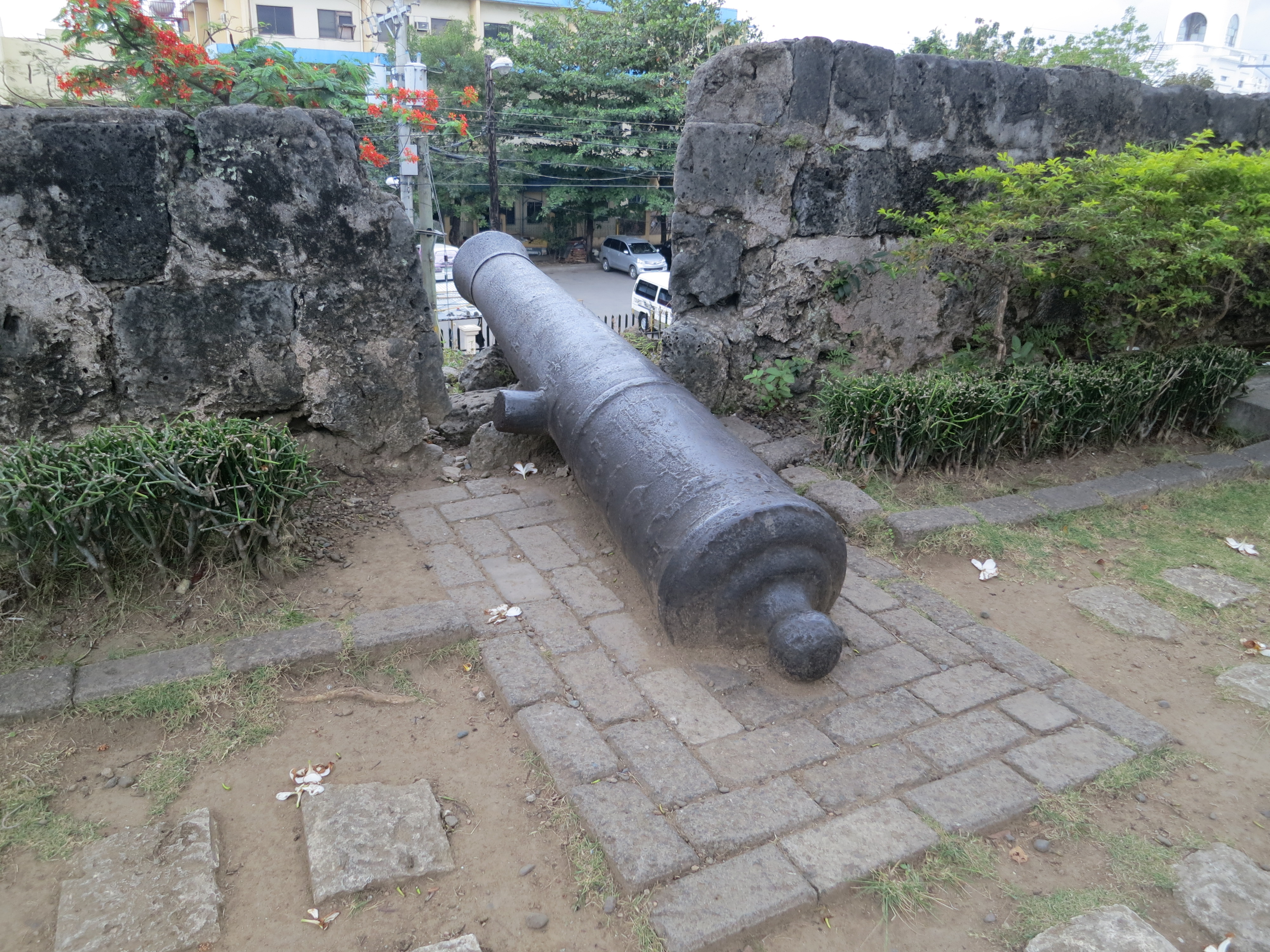
Batería del fuerte de San Pedro, en Cebú (Filipinas)
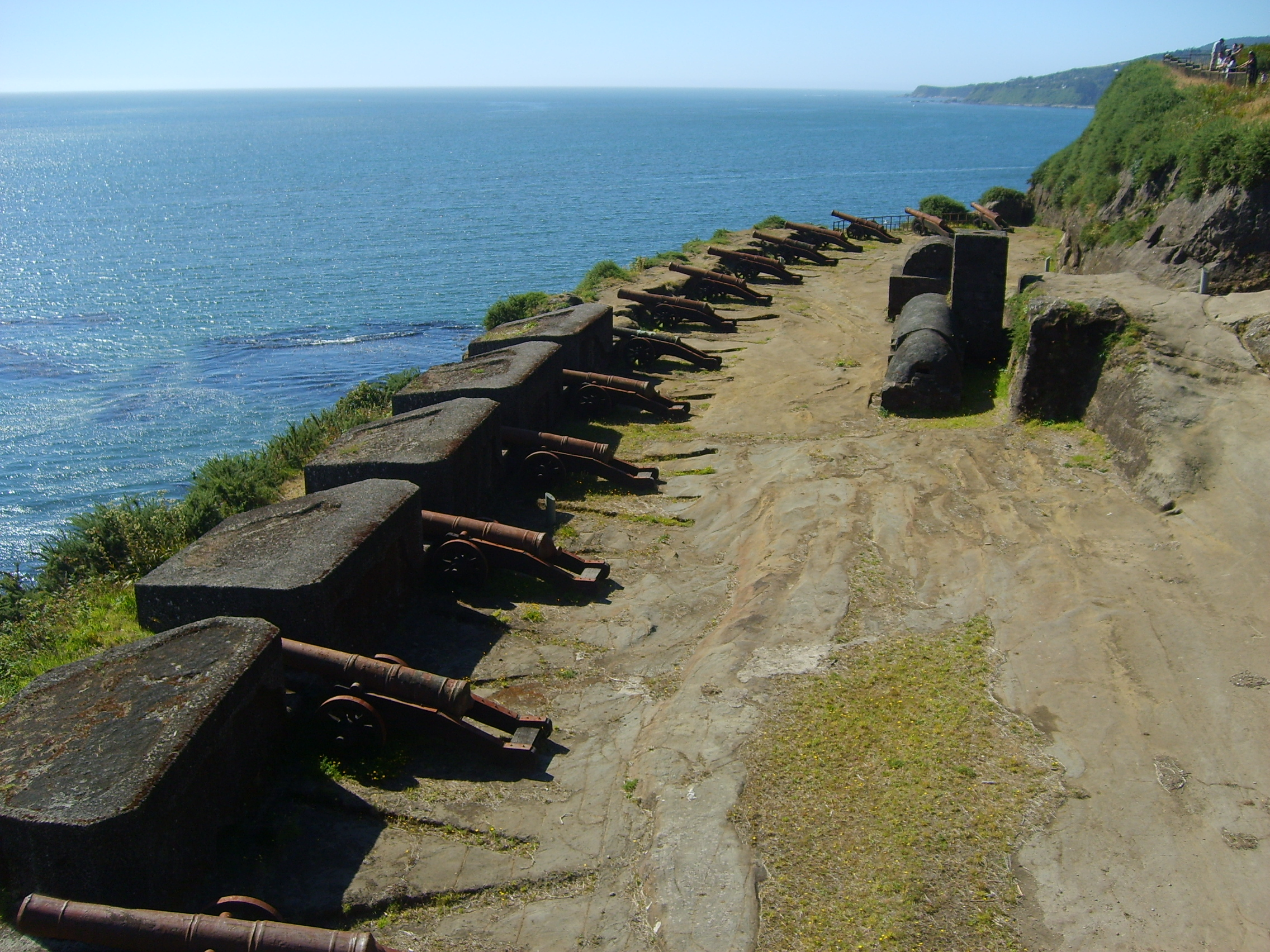
Fuerte de Niebla, en Valdivia (Chile)
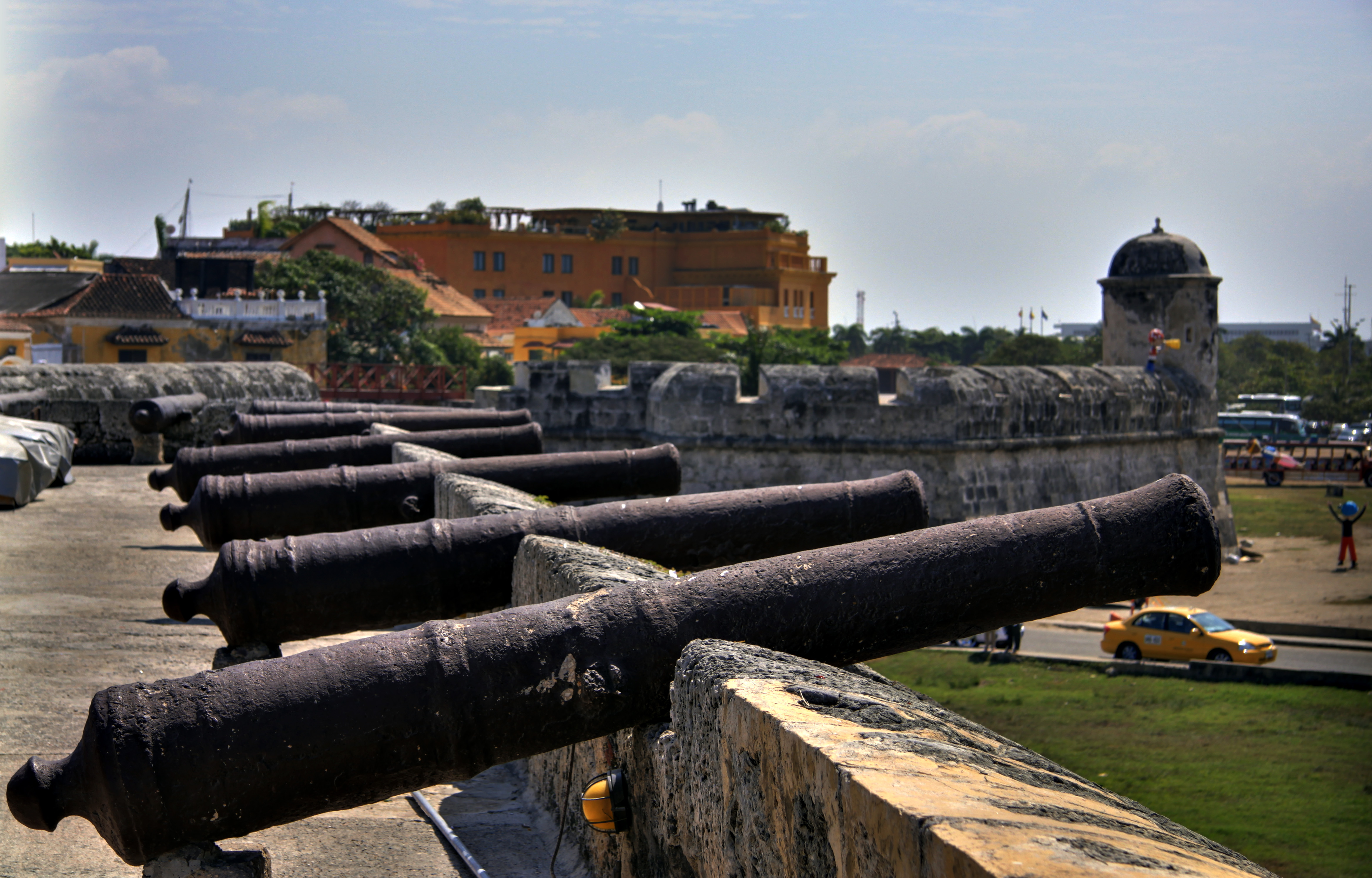
Cartagena de Indias (Colombia)
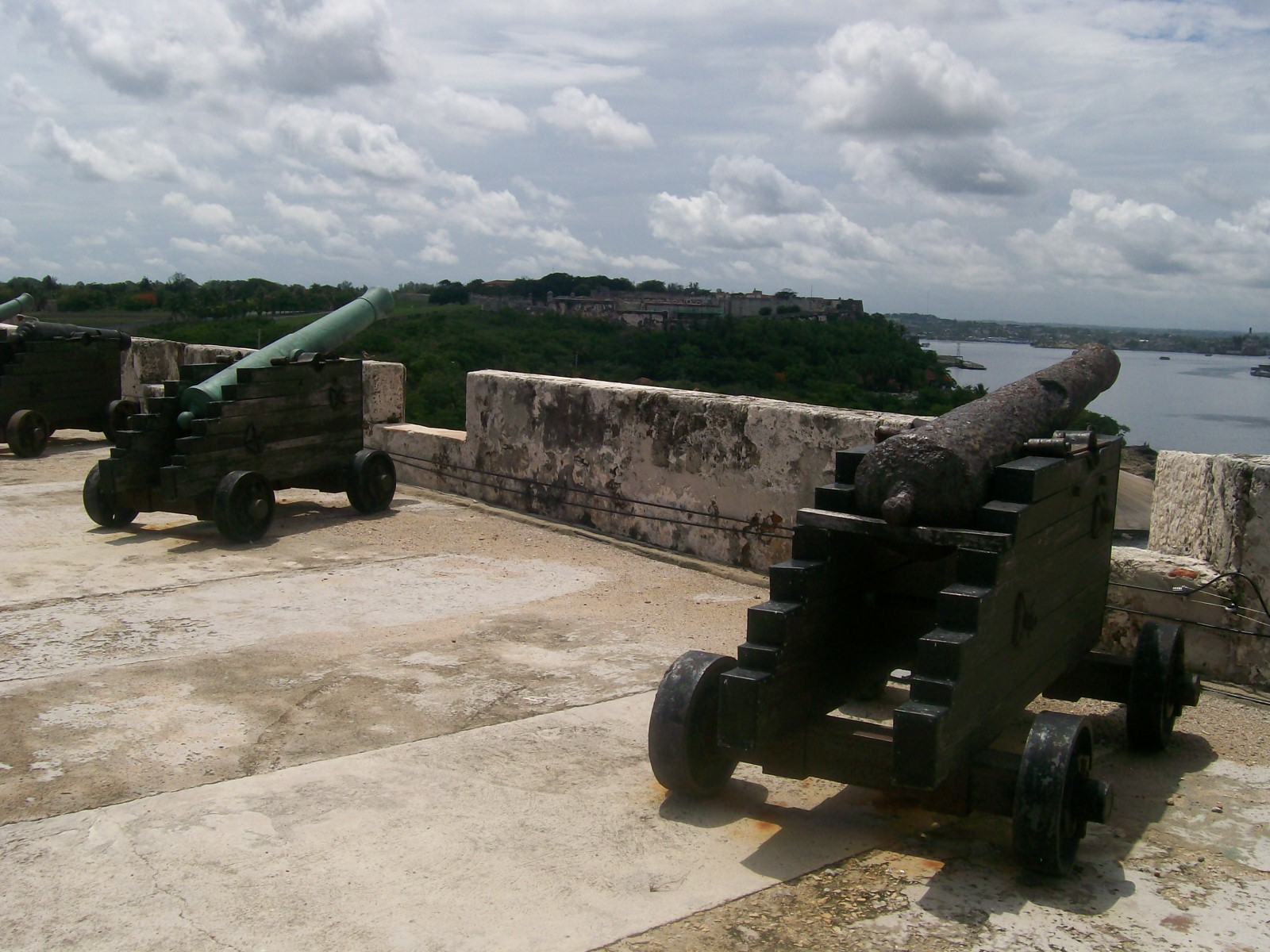
Castillo del Morro, en La Habana (Cuba)
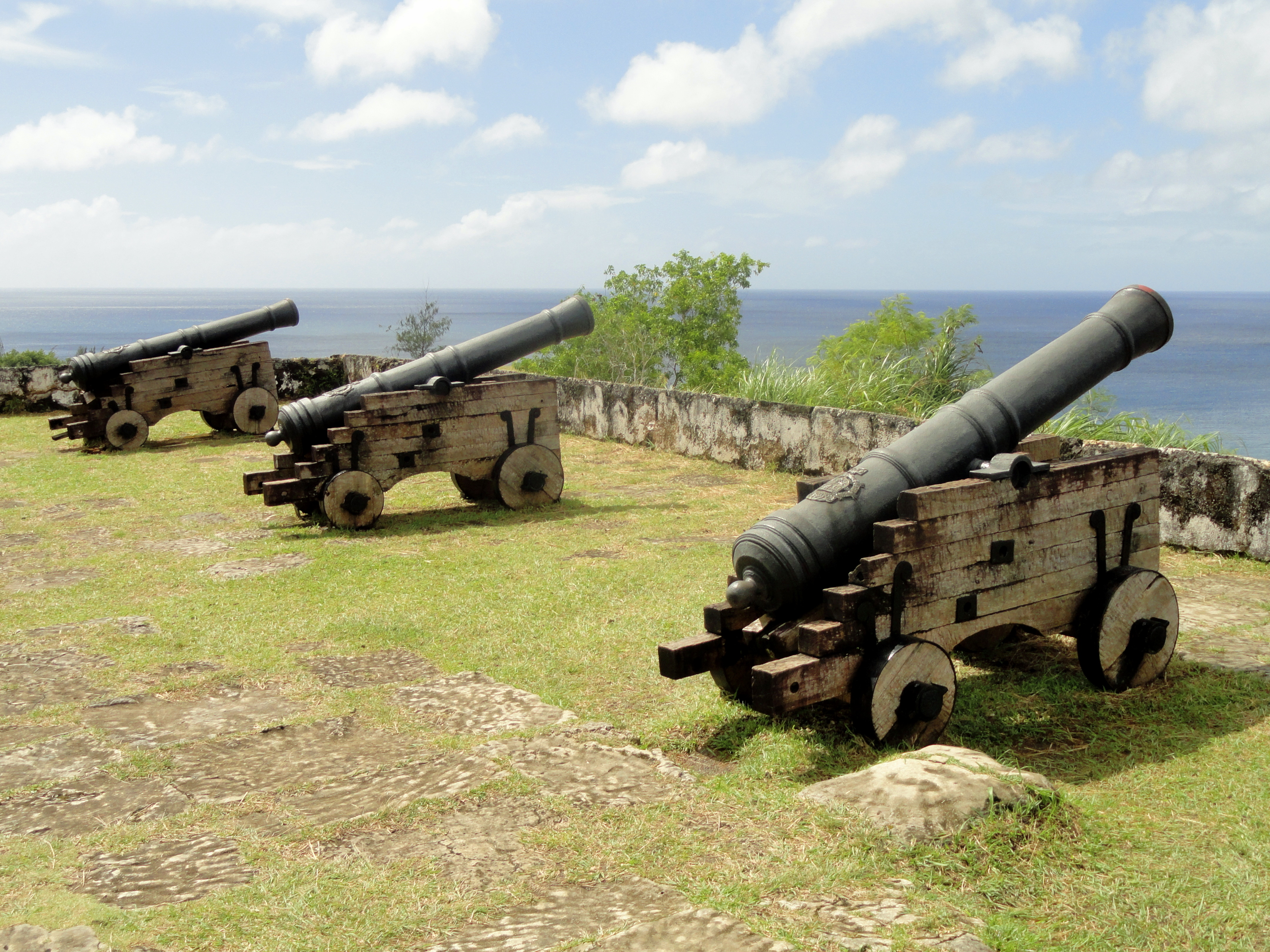
Fuerte Nuestra Señora de la Soledad, en Guam (EE.UU.)
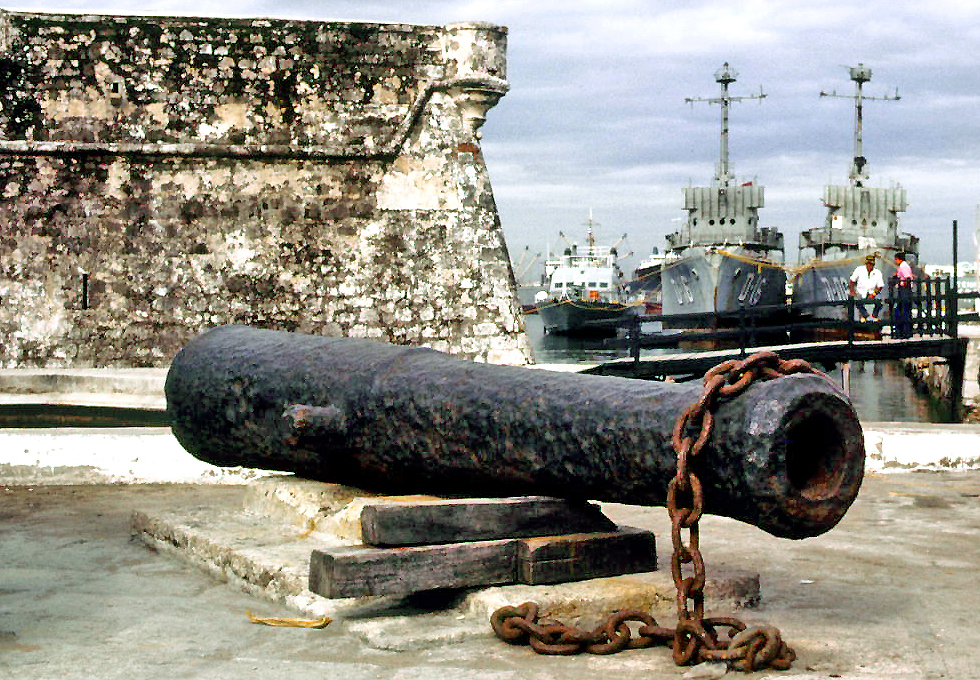
Castillo de San Juan de Ulua, en Veracruz (México)
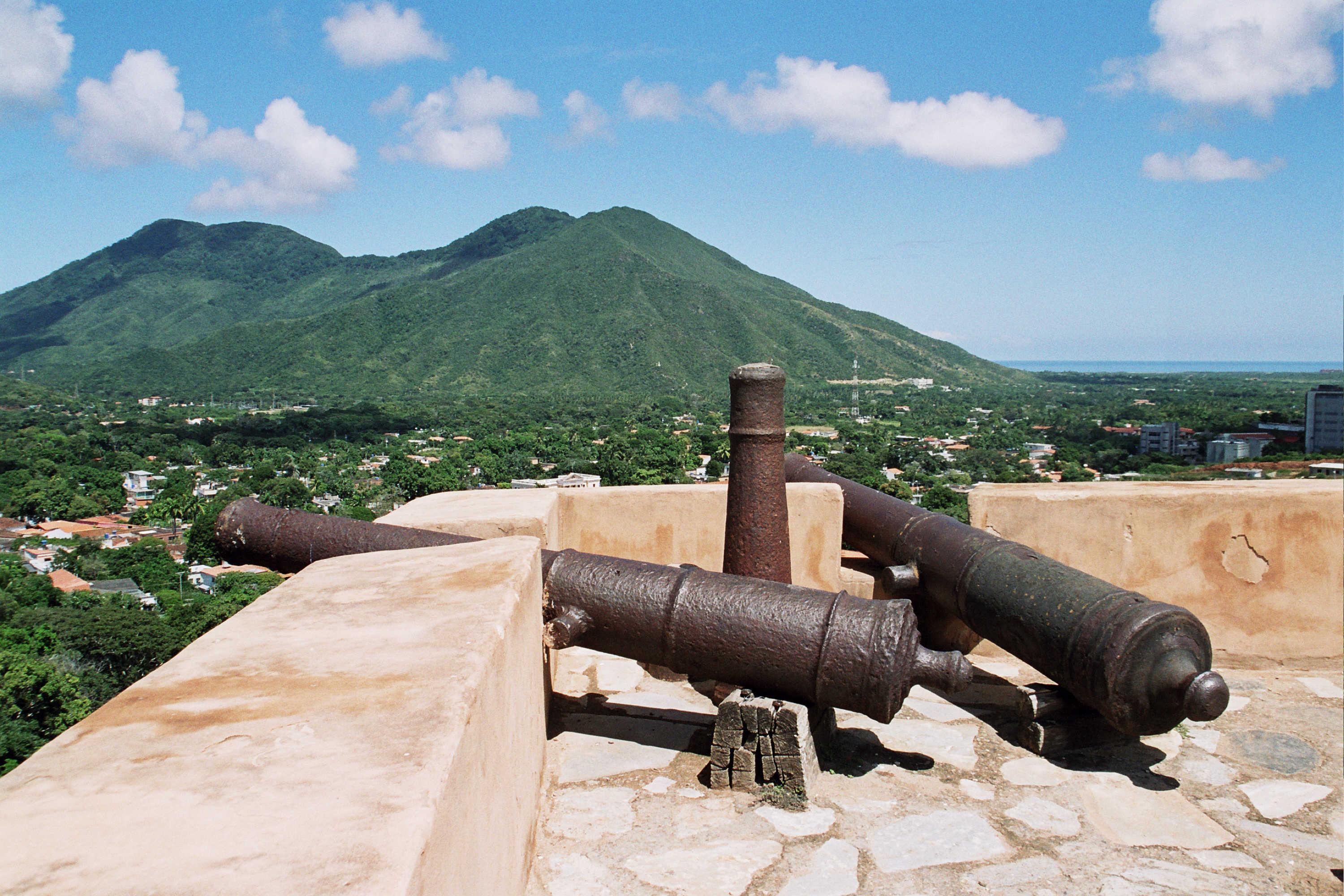
Castillo de Santa Rosa, en Isla Margarita (Venezuela)
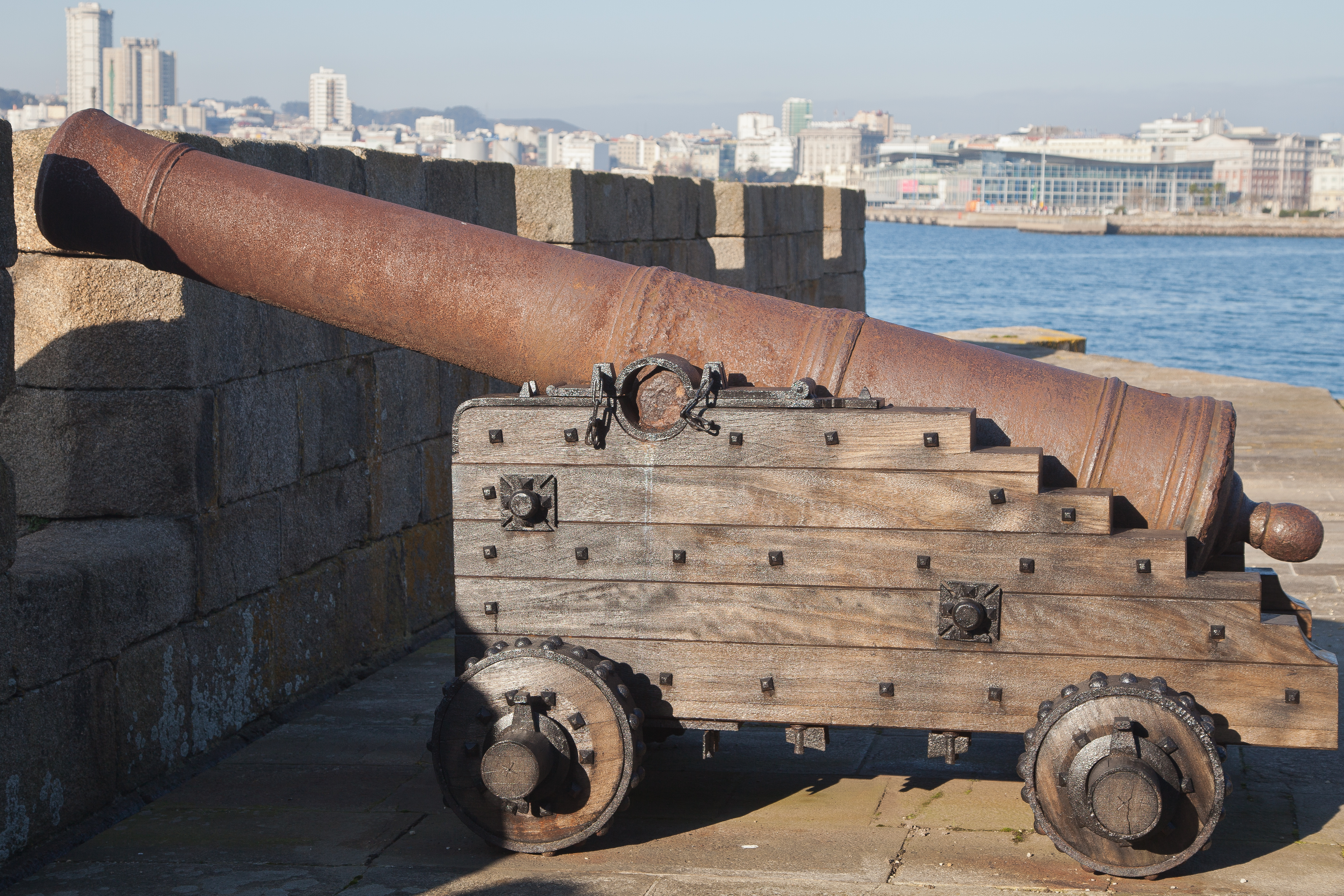
Castillo de San Antón, en La Coruña (España)
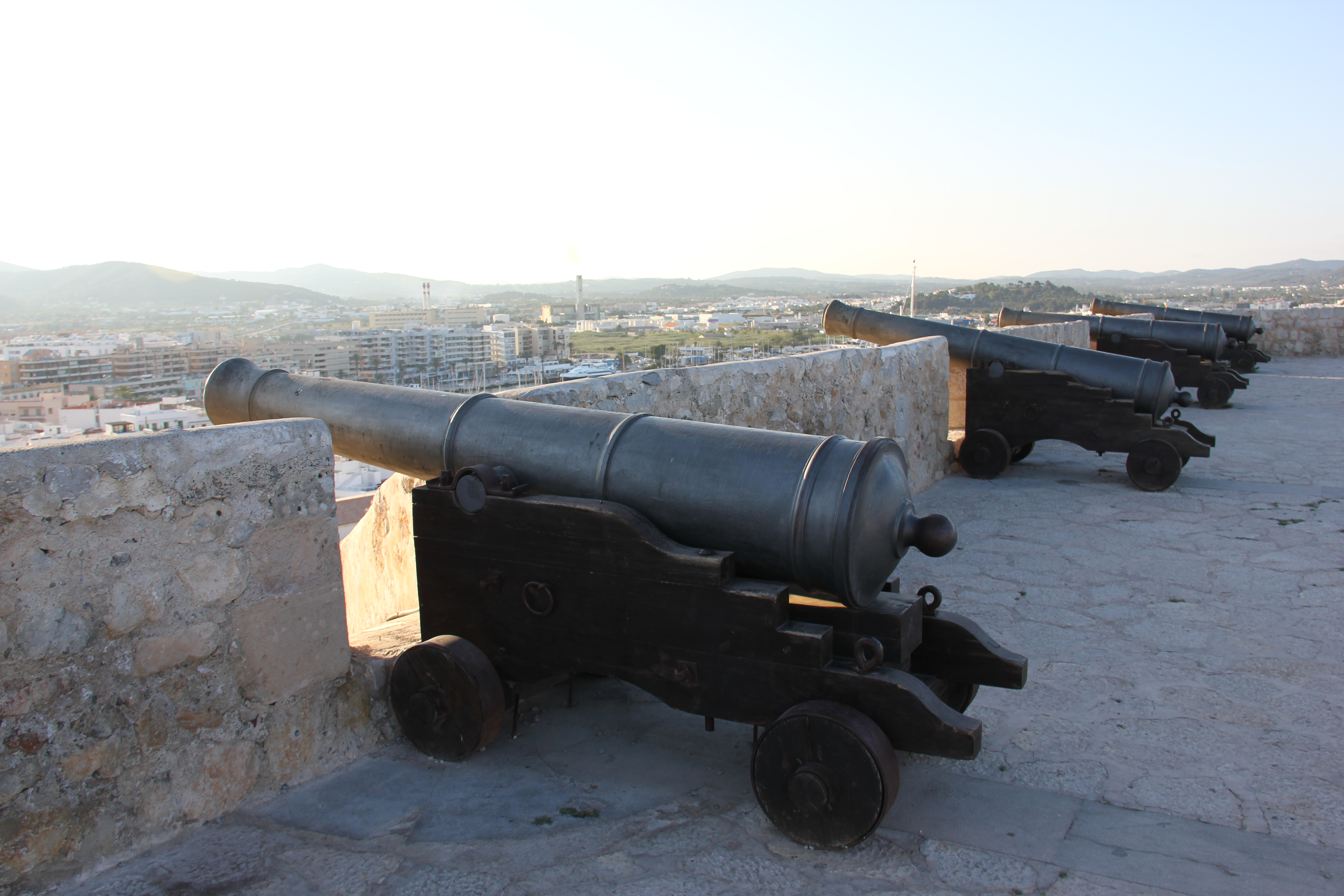
Ciudad Alta de Ibiza (España)
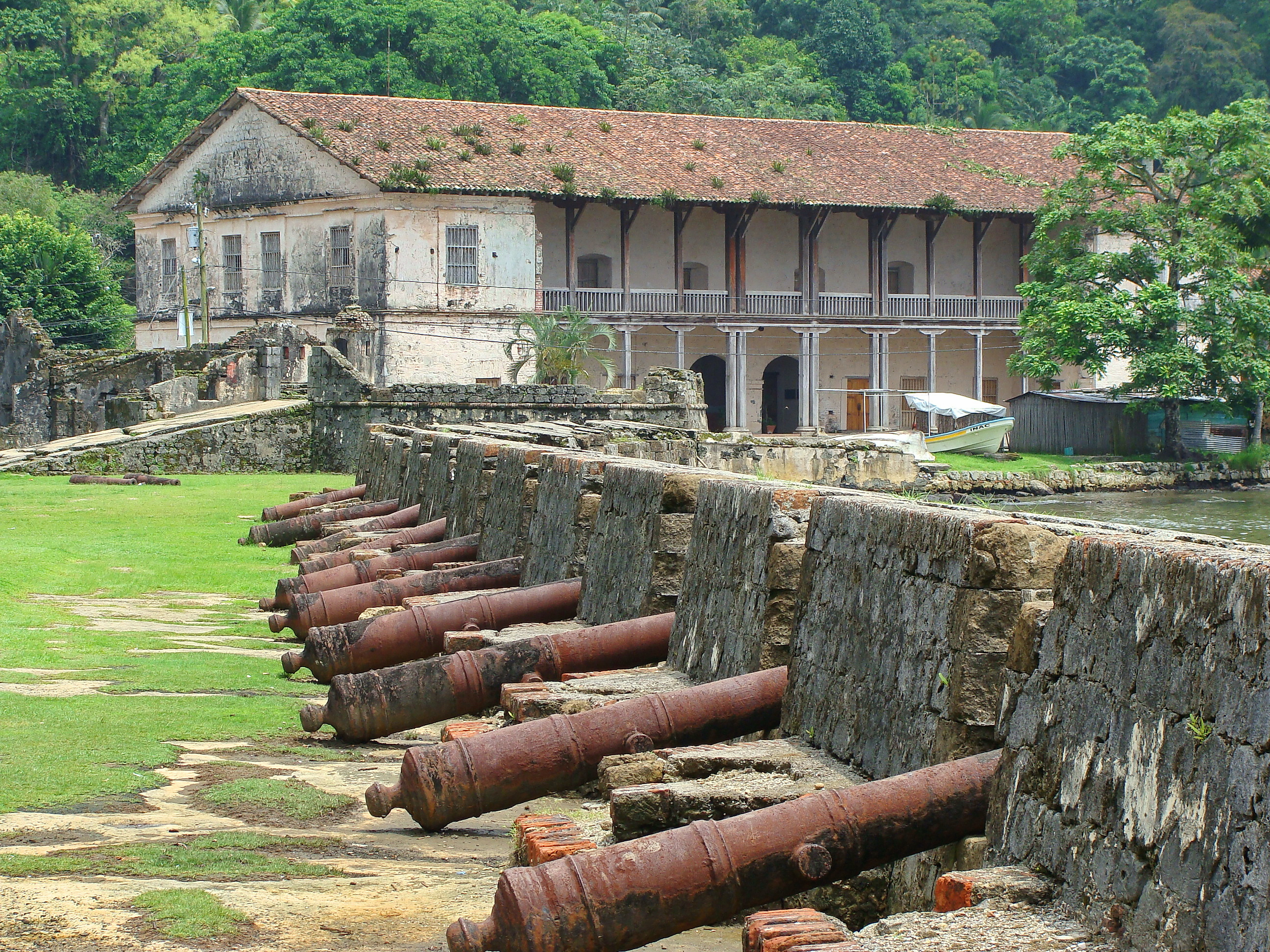
Castillo de San Jerónimo, en Portobelo (Panamá)
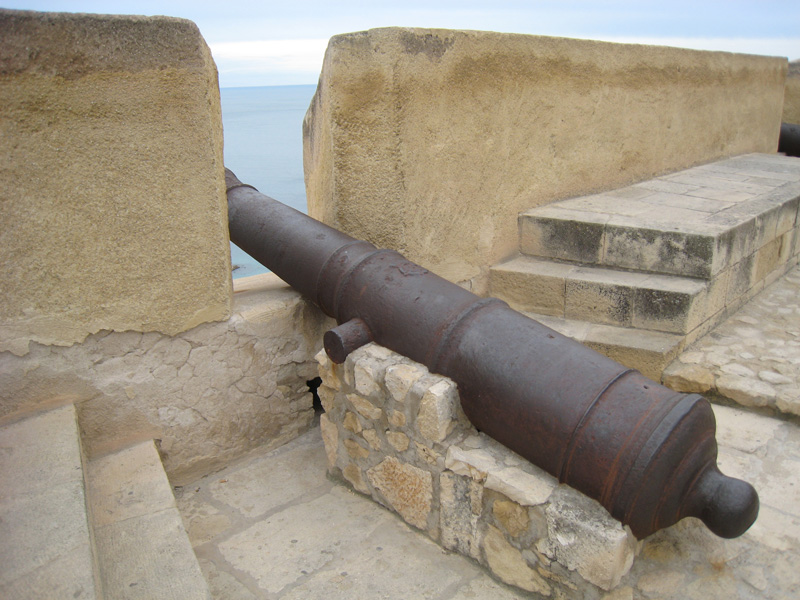
Castillo de Santa Bárbara, en Alicante (España)
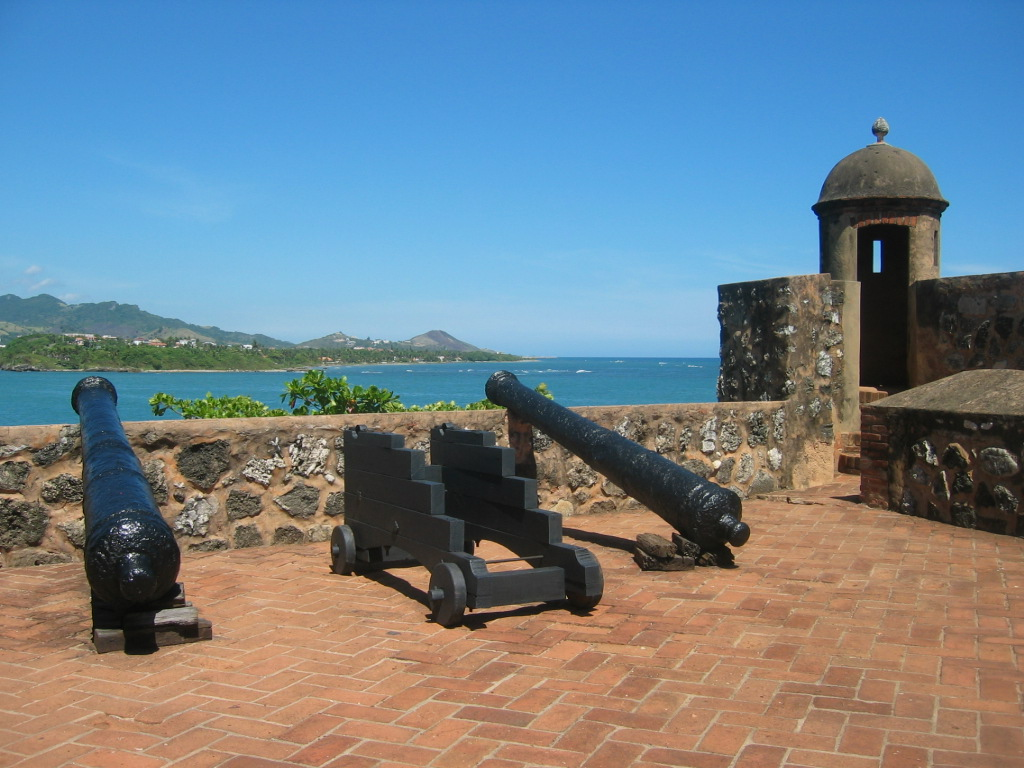
Fortaleza de San Felipe, en Puerto Plata (República Dominicana)
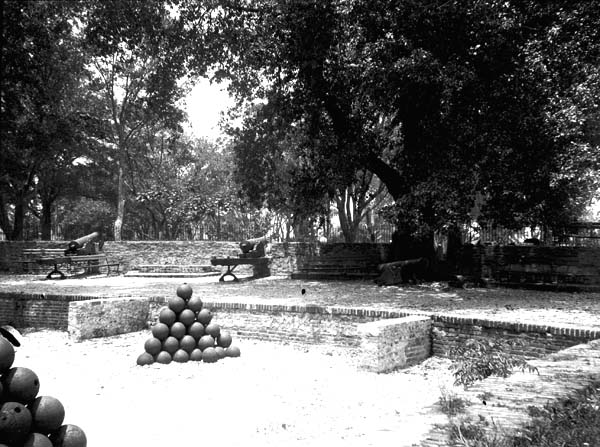
Fuerte de San Juan del Bayou, en Nueva Orleans (EE.UU.)

## Bien de Interés Cultural

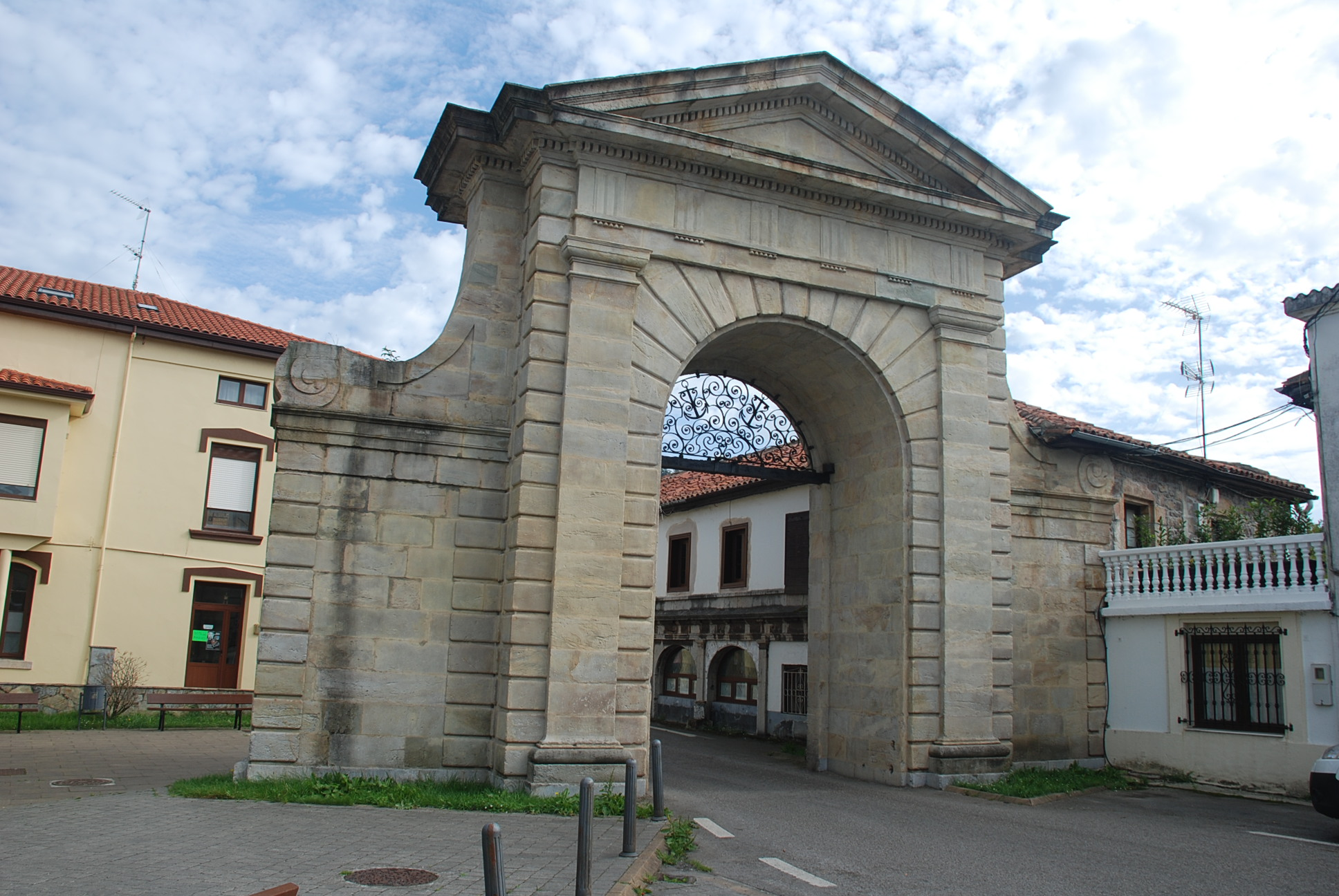
Portada de Carlos III de la Real Fábrica de Artillería (foto de 2014)

El 17 de enero de 1985 se declaró la Portalada de Carlos III como Bien de Interés Cultural, y el 13 de abril de 2004 se incorporó a esta figura todo el conjunto histórico del Real Sitio, situado en La Cavada. Estos dos bienes pueden ser observados libremente ya que en buena parte se encuentran en la vía pública. No obstante, hay partes del conjunto del Real Sitio que se hallan en propiedades privadas sin régimen de visitas, como pueden ser los almacenes, las casas de alojamiento para operarios, restos de estructuras hidráulicas, etc.
Actualmente, de todas las instalaciones que componían la sociedad Real Fábrica de Artillería de La Cavada, solo este conjunto histórico del núcleo de La Cavada está declarado Bien de Interés Cultural, quedando fuera, por ejemplo, el sitio de Valdelazón, próximo a La Cavada y donde se realizaban el barrenado de las ánimas de los cañones o las pruebas de tiro, así como los muelles de Tijero o la factoría de Liérganes.

## Cronograma de acontecimientos

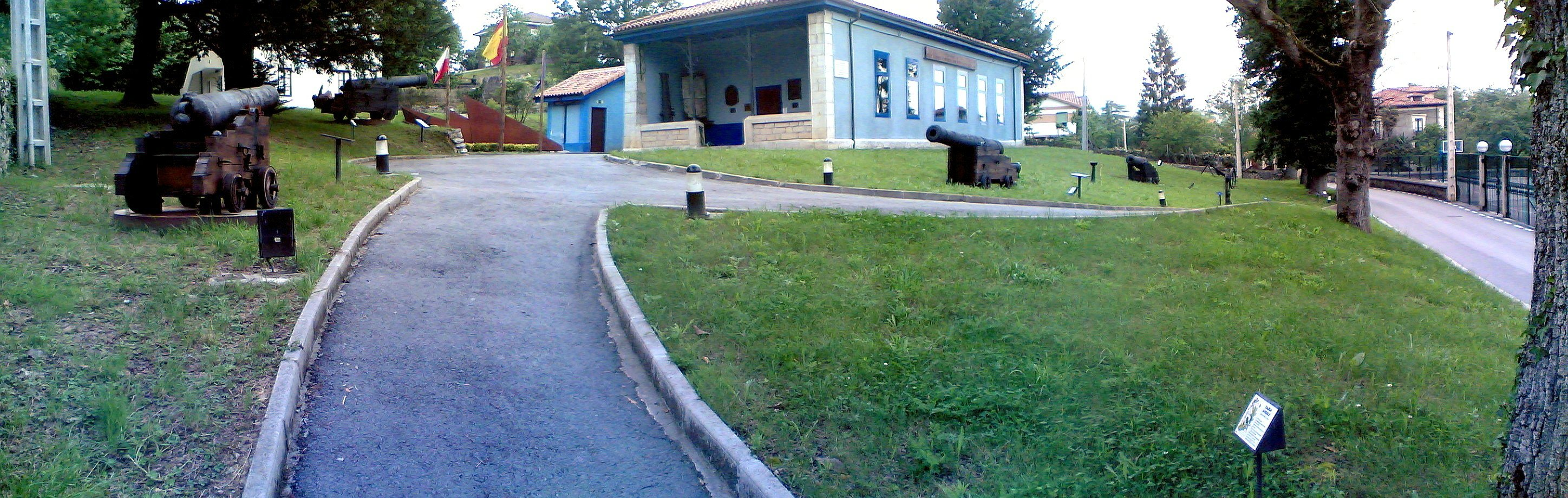
Panorámica del Museo de la Real Fábrica de Artillería de La Cavada